# Hundimiento del ARA San Juan (S-42)

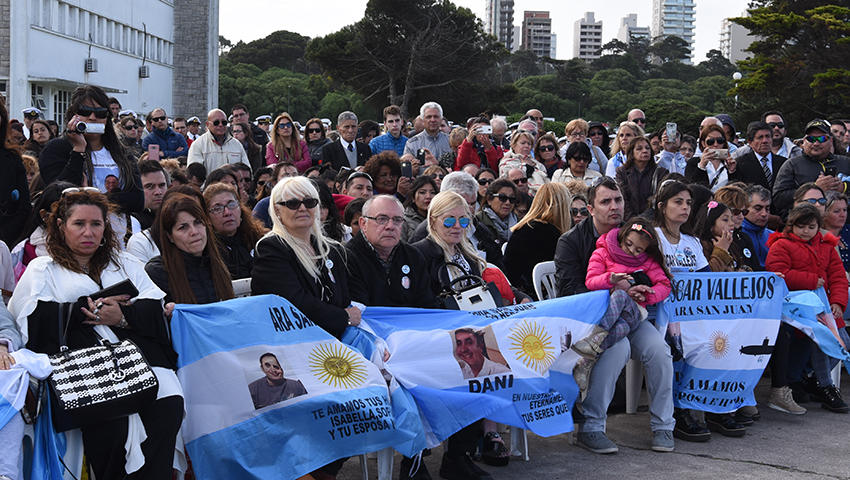
Familiares de la tripulación del ARA San Juan en el acto de conmemoración del primer aniversario de su desaparición, en la base de Mar del Plata, reclamando "búsqueda, verdad y justicia".

El hundimiento del ARA San Juan (S-42) se refiere a la pérdida de contacto con el submarino ARA San Juan (S-42) de la Armada Argentina, sucedida el 15 de noviembre de 2017 a las 7:30 a. m. (hora local) en aguas del mar argentino, con 38 tripulantes y 6 buzos tácticos a bordo. Pasado un año y dos días, la nave fue encontrada por una empresa privada, muy cerca del punto de desaparición y en el lugar donde se suponía que se encontraba, a 907 m de profundidad. El hundimiento y las búsquedas posteriores a la desaparición estuvieron afectadas por sospechas, irregularidades, negligencias, informes tardíos o contradictorios, luchas internas, espionaje y conflictos con los familiares de los marinos.  
El hecho trascendió a la prensa a la noche del día siguiente y fue informado oficialmente dos días después mediante un comunicado oficial de la Armada Argentina, en el que informó que se había iniciado el protocolo SAR (búsqueda y rescate).
Al tercer día el gobierno argentino comunicó por Twitter que había decidido aceptar la ayuda internacional que incluía el equipo adecuado para la búsqueda del submarino y rescate de la tripulación. La emergencia activó la alerta emitida por la Oficina Internacional para el Rescate y Escape de Submarinos (Ismerlo) que coordinó el envío de naves, aeronaves, equipos y personal especializado de dieciocho países que, sumados a la argentina, totalizaron más de 37 naves y aeronaves, y 4000 personas en las operaciones de búsqueda sobre un área de 482,507 km², una superficie equivalente a todo el territorio de España.
El 23 de noviembre, ocho días después de la desaparición, la Armada informó que registros hidrosónicos de la CTBTO y el SOSUS del miércoles 15 de noviembre a las 10:31, en la zona en la que desapareció el ARA San Juan, permitían suponer que se había producido un «evento anómalo singular corto violento y no nuclear consistente con una explosión». El submarino podría haberse hundido como consecuencia de la explosión en una amplia zona sobre el talud continental, en la que la profundidad varía de 200 a 3000 metros; y aclaró que estaba descartado que se tratara de un ataque y que el término técnico correcto era que se había producido una «implosión».
Ni el gobierno ni la Armada se refirieron explícitamente a la suerte corrida por el submarino y su tripulación, pero los familiares de los tripulantes manifestaron su dolor al salir de la reunión informativa, dando por hecho que sus seres queridos habían muerto. El día 25 de noviembre la diputada nacional y exponente de la alianza oficialista Cambiemos, Elisa Carrió, afirmó en un programa televisivo: «tengo que decirlo, están muertos». El 30 de noviembre el gobierno argentino consideró que no había posibilidades de encontrar vivos a los tripulantes y ordenó dar por terminada la búsqueda de sobrevivientes, pero sin decretar duelo nacional hasta que se tome una fotografía del submarino hundido. Los familiares de los tripulantes formularon duras críticas al gobierno y la Armada referidas al mal estado de navegabilidad en que se encontraba el submarino, trato inadecuado, ocultamiento de información y abandono de las operaciones de rescate. El 4 de diciembre cuando un periodista le preguntó si los tripulantes «están todos muertos», el ministro de Defensa, Óscar Aguad respondió «exactamente».
Luego de que se detectara la señal anómala, la búsqueda se concentró en un área de 4000 km² según la Armada, frente al golfo San Jorge, con profundidades que van de 200 m a 1500 metros.
El 18 de julio de 2019 la Comisión Bicameral Investigadora de la Desaparición del Submarino ARA San Juan presentó su informe final. El informe contó con la unanimidad de los doce legisladores de la comisión, excepto el capítulo referido a la responsabilidad, en el que la mayoría opositora (siete legisladores) y la minoría oficialista (cuatro diputados), elaboraron informes diferentes. El dictamen mayoritario concluyó que "hubo una clara responsabilidad política y administrativa" del gobierno Mauricio Macri, especialmente del ministro de Defensa Oscar Aguad y de sus funcionarios más cercanos, tanto en los aspectos operativos y presupuestarios, como en la ocultación de información y el "desamparo" a los familiares. El dictamen minoritario no encontró fallas en la responsabilidad de los funcionarios políticos.
Descarta asimismo que la reparación de media vida pudiera haber sido la causa de la pérdida del submarino o que el mismo pudiera haber sido atacado o embestido por otra nave.

## Antecedentes
El submarino ARA San Juan pertenecía a la Fuerza de Submarinos de la Armada Argentina. Junto al ARA Salta y al ARA Santa Cruz. Con base habitual en la Base Naval Mar del Plata. Era un submarino tipo TR-1700, de propulsión diésel-eléctrica. Construido en Alemania y botado en 1983. En servicio para la Armada Argentina desde 1985 (tres años después de la guerra de las Malvinas), durante la presidencia de Raúl Alfonsín. Entre 2009 y 2016, durante las presidencias de Cristina Fernández de Kirchner y Mauricio Macri, fue objeto de los trabajos de reparación de media vida (mid-life update) en el Complejo Industrial Naval Argentino (CINAR), integrado por los astilleros Tandanor y Almirante Storni (ex-Domecq García), extendiendo la vida útil de la nave por otros 30 años. Las reparaciones finalizaron en 2013. En el verano de 2014 se instaló en Mar del Plata para completar su equipamiento y realizar las pruebas, los ajustes necesarios y la etapa de garantía antes de la aprobación definitiva, que se realizó en abril de 2016.
En 2016, el jefe de Gabinete Marcos Peña envió al Senado de la Nación el Informe N.º 94, respondiendo a preguntas formuladas previamente por los senadores. En dicho informe, Peña se refiere al ARA San Juan en la pregunta 132, referida al astillero Tandanor:

Desde su reestatización a la fecha se han reparado más de 860 buques tanto nacionales como de bandera extranjera, destacándose la reparación de «media vida» del Submarino ARA San Juan que extendió en 30 años más la vida útil del mismo y que ya fue entregado a la Armada Argentina y se encuentra operativo en la base naval Mar del Plata.
Marcos Peña.

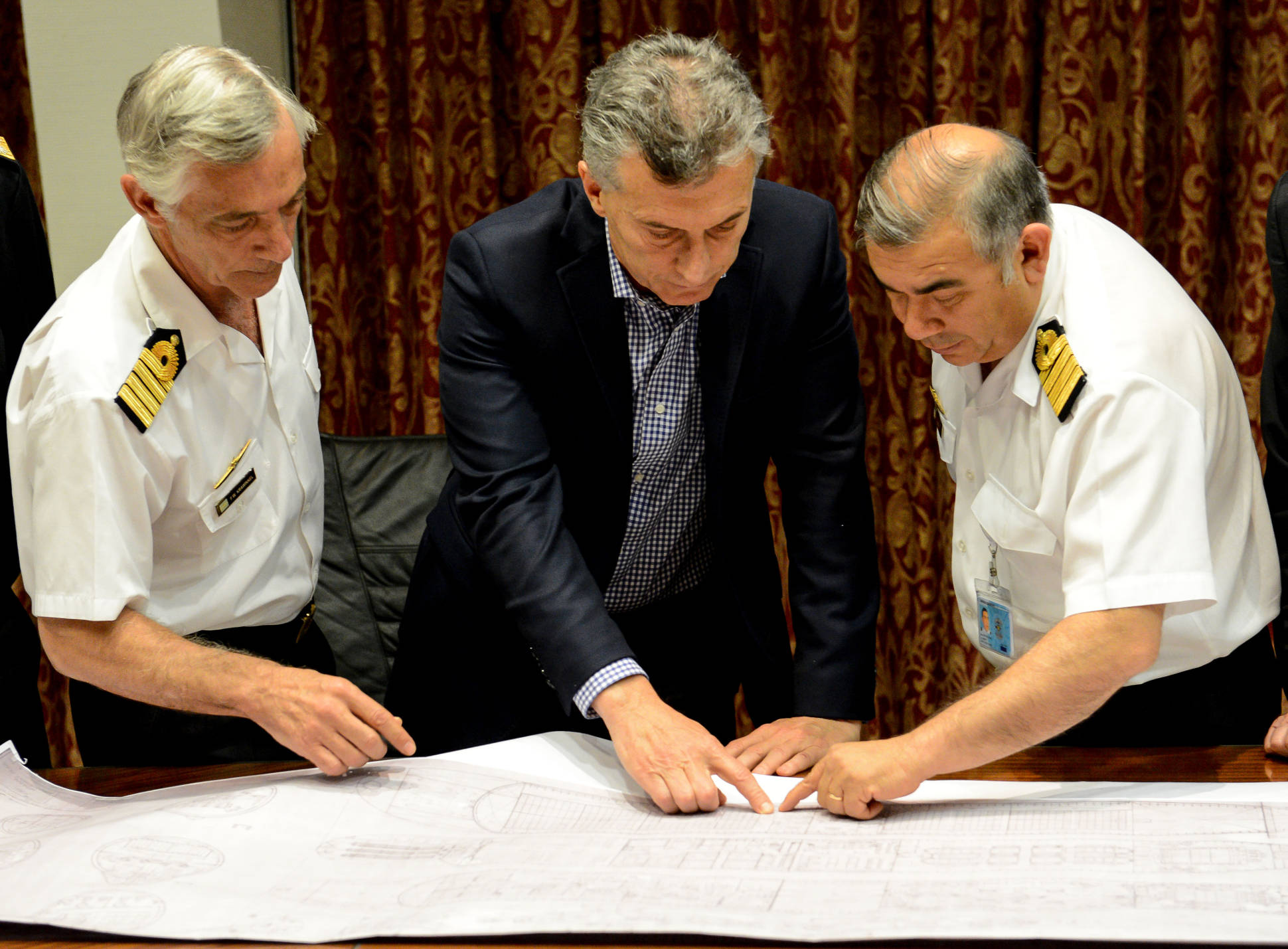
El presidente Mauricio Macri y dos capitanes de navío revisan en un mapa la situación del San Juan. En esa oportunidad, Macri informó que el submarino «estaba en perfectas condiciones para navegar».

El estado de la nave al momento de zarpar ha sido objeto de distintas valoraciones. En 2016, la diputada y exministra de Defensa Nilda Garré puso en conocimiento de Marcos Peña que el ARA San Juan necesitaba pronto una «carena» (puesta en seco de la embarcación), si no se quería que tuviera problemas de navegación, sin que el jefe de Gabinete respondiera a ese punto. La abogada Itatí Leguizamón, esposa del cabo primero Germán Óscar Suárez, uno de los tripulantes de la nave desaparecida, dijo que el ARA San Juan es «una mierda» producto del «abandono que tiene la Armada», habiendo sufrido un inconveniente en 2014: «no podían emerger; pero emergieron y no trascendió». El «inconveniente» referido por la Dra. Leguizamón se produjo en 2014, durante las pruebas controladas que se efectúan para realizar los ajustes necesarios antes de dar por finalizada definitivamente la reparación de media vida, acto que se produjo en abril de 2016. Días antes de emprender el viaje, Eliana Krawczyk —primera mujer submarinista del país y Jefa de Armas en el momento de la desaparición— comentó a sus familiares que la nave tenía problemas y necesitaba reparaciones. El 5 de septiembre de 2017, dos meses antes de la desaparición, se reportó en un informe que el ARA San Juan había sufrido una falla en el snorkel que causó el ingreso de agua de mar, razón por la cual la nave debía ser reparada en 2018. El presidente Mauricio Macri, por su parte, informó en conferencia de prensa que el submarino «estaba en perfectas condiciones para navegar».
Empleados de Fabricaciones Militares denunciaron despidos y cierre de planes de desarrollo. A raíz del caso empleados de las fábricas militares del país fueron a la Cámara de Diputados a denunciar falta de inversión en el sector y aseguraron que una situación similar atraviesa Tandanor, encargada del mantenimiento de los submarinos como el ARA San Juan, extraviado en el golfo San Jorge. A tal punto que desde enero de 2016 no se les paga a los proveedores, se desarmaron las oficinas y se eliminaron proyectos, trabajadores de Tandanor aclararon que en 2015 habían reparado el submarino ARA San Juan, «luego no sé si volvieron a invertir», José Gorrozzo trabajador de fabricaciones militares que se acercó al Congreso. Ante los diputados, aseguraron que Mauricio Macri bajó el presupuesto militar.
A comienzos de la década de 1980 se puso en marcha un proyecto para crear, con tecnología argentina, un reactor nuclear de baja potencia que permitiera transformar al ARA San Juan en una nave a propulsión nuclear. El proyecto fue abandonado durante el gobierno de Raúl Alfonsín por falta de presupuesto, pero los estudios permitieron desarrollar el prototipo del Carem. En 2010, la entonces ministra de Defensa, Nilda Garré, anunció que se habían iniciado en el Invap los estudios técnicos para dotar a la Armada de naves a propulsión nuclear, sobre la base del reactor Carem, mencionándose al ARA San Juan como una de las naves que podían utilizarlo a partir de 2015.

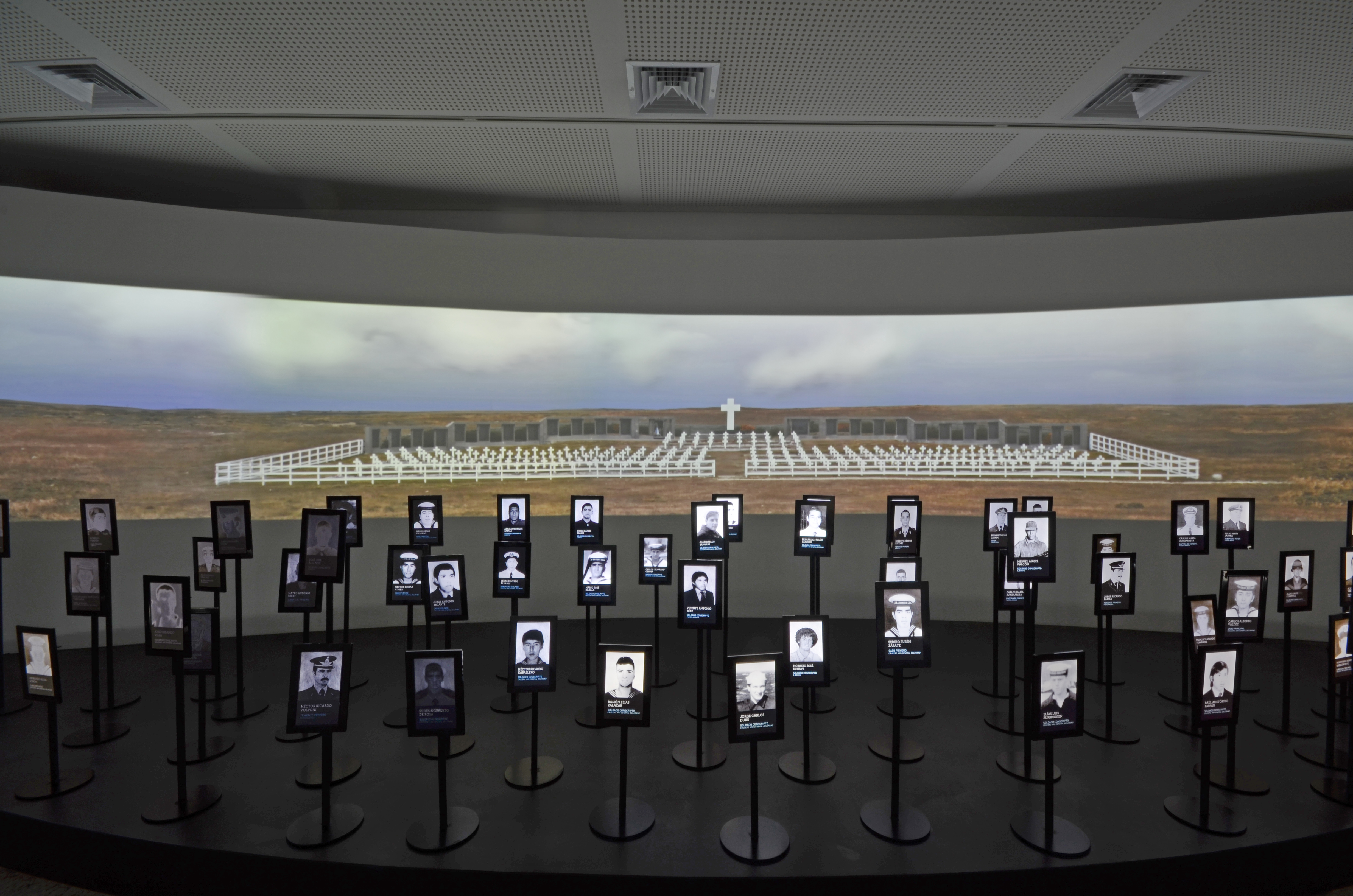
Cementerio en las Islas Malvinas de los argentinos caídos en la Guerra de Malvinas.

Desde un año antes del incidente del submarino, se venía registrando un aumento de la tensión militar en el Atlántico Sur entre Argentina y el Reino Unido, debido a las maniobras militares de ambos países (ambos países se enfrentaron en la guerra de Malvinas en 1982, por la disputa territorial de las Islas Malvinas y otras islas del Atlántico Sur) Pocos días antes de la desaparición el Reino Unido había realizado ejercicios militares en el área, a partir de las Islas Malvinas, con disparos de misiles, repitiendo las maniobras militares realizadas en 2016. Tanto el gobierno argentino como el Parlamento Latinoamericano protestaron ante dichas maniobras por considerarlas violatorias de las resoluciones de Naciones Unidas. Argentina también había iniciado en 2016 ejercicios militares con disparos de misiles y torpedos, algo que no sucedía desde dos décadas atrás. Algunos medios informarían que la desaparición del ARA San Juan estaba relacionada con la escalada militar que se venía produciendo en el Atlántico Sur.

## Los hechos

### Desaparición

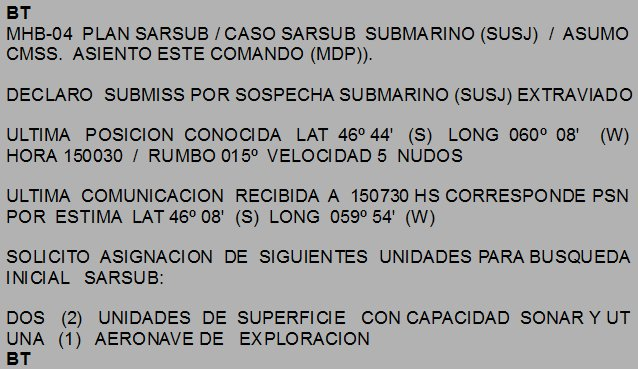
Cable del comandante de Submarinos declarando perdido al ARA San Juan (SASJ) y solicitando medios para iniciar la búsqueda y rescate (SARSUB).

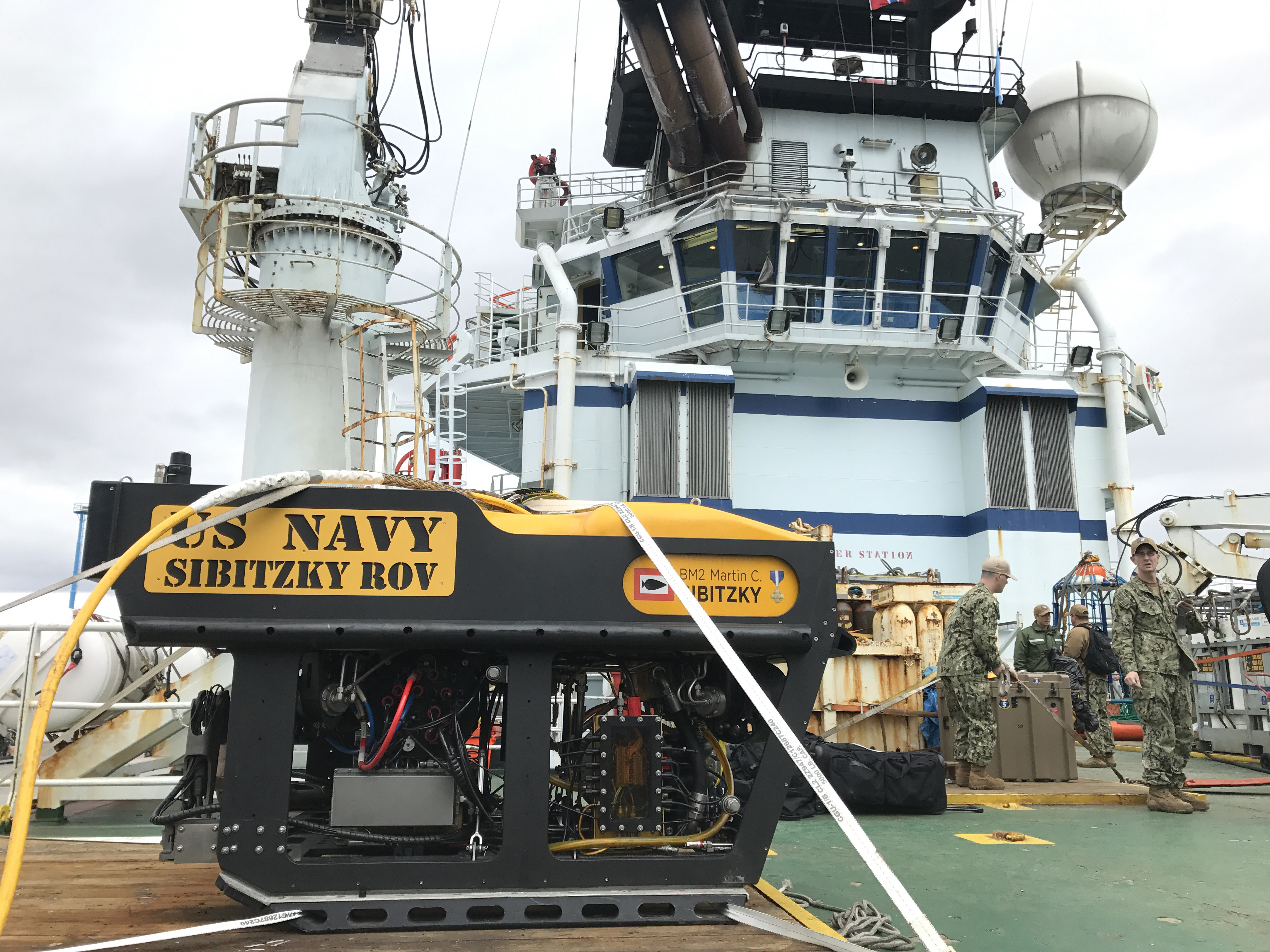
Vehículo submarino a control remoto de la Armada de los Estados Unidos a bordo del remolcador noruego Skandi Patagonia, durante las operaciones de búsqueda del ARA San Juan. Once países y 49 naves se sumaron al rescate.

El 16 de noviembre de 2017 en la tarde, el diario digital Infobae publicó una noticia sobre «un submarino argentino perdido a la altura de Puerto Madryn» el día anterior. El periódico publicó una foto de la comunicación interna de la Armada ordenando la búsqueda del submarino por «sospecha» de «extravío (SUBMISS)», informando última posición y hora conocida, y solicitando dos naves y una aeronave para iniciar el protocolo SARSUB de búsqueda y rescate (SAR = search and rescue).
Al día siguiente por la tarde, la Armada Argentina emitió un comunicado confirmando la situación pero sin utilizar la palabra extravío o desaparición, ni mencionar que se hubiera iniciado una operación SAR. El comunicado informó que el 15 de noviembre a las 7:30 (hora local), se había perdido contacto con el submarino ARA San Juan tripulado por 44 personas y que «en el día de la fecha se han iniciado las operaciones para retomar comunicaciones». La información oficial detalló que el submarino estaba en tránsito desde Ushuaia hacia su base habitual en Mar del Plata y que la última posición conocida fue el golfo San Jorge, a 240 millas náuticas (432 km) de la costa.
Con posterioridad se sabría que el submarino se encontraba en misión de patrulla, cuando sufrió un desperfecto eléctrico con «principio de incendio» (humo sin fuego) luego reparado, que motivó la orden de dirigirse a Mar del Plata. Al momento de la emisión del comunicado, dos aeronaves habían recorrido el área y tres buques habían sido enviados al lugar, pero todavía no habían arribado.
El submarino se encontraba en ese momento bajo el comando del capitán de fragata Pedro Martín Fernández, con una tripulación de 38 personas —entre ellas una mujer—, un tripulante más que los que le correspondían por diseño. Además eran transportados seis buzos tácticos, que sumaban un total de 44 ocupantes.

### Inconvenientes en las baterías y principio de incendio
Desde antes de que el gobierno anunciara oficialmente que se había perdido un submarino, existían versiones de que podría haber sufrido una falla eléctrica en las baterías, relacionada con un incendio. En los primeros días, la Armada desmintió oficialmente que se hubiera producido un incendio a bordo del submarino, El domingo 19 de noviembre Claudio Rodríguez, hermano del suboficial Hernán Rodríguez, jefe de máquinas del ARA San Juan, dio a conocer a la prensa que debieron anticipar su regreso por «problemas con el submarino».
El día 20 de noviembre, el capitán de navío Gabriel Galeazzi, comandante de la Agrupación de Buques Oceanográficos, reconoció en declaraciones a la prensa que el submarino informó por comunicación satelital del mismo día de su desaparición, que había sufrido «un cortocircuito», por un «problema de las baterías», razón por la cual se le ordenó «cambiar la derrota (y) se lo pone rumbo a Mar del Plata».
Al día siguiente el incidente fue confirmado extraoficialmente por altos funcionarios de la Marina y fue abordado superficialmente por el vocero de la Armada en la conferencia de prensa diaria, quien lo consideró como un hecho habitual, restándole trascendencia.
El 27 de noviembre (siete días después de las declaraciones del capitán Galeazzi) el vocero volvió a referirse al incidente, informando que el mismo había sido comunicado por el comandante del submarino horas antes de la desaparición, pero que luego, a las 07:30, en lo que sería la última comunicación de la nave, el comandante «volvió a comunicarse por teléfono satelital informando que la avería había sido subsanada, que tenía propulsión con el circuito eléctrico de popa y que seguía sin novedades rumbo a Mar del Plata».  A su vez, aclaró por qué se decidió ir a la base de Mar del Plata, que está más alejada que la de Puerto Belgrano. «El comandante informó que la avería había sido subsanada y seguía en sumersión. Él consideró que Mar del Plata era su apostadero habitual y coordinó con la base disminuir la cantidad de días de patrulla, pero no cambiar el rumbo, porque no era una emergencia. Si no hubiera sido así, no hubiera seguido en inmersión y hubiese salido a superficie para pedir apoyo», indicó el vocero.
Poco después, ese mismo día, el periodista Eduardo Feinmann en su programa «De 18 a 21» en América 24 dio a conocer un parte de la Marina fechado el día de la desaparición del submarino a las 08:52 (hora local), del Comando de Submarinos (COS) retrasmitiendo el último mensaje emitido desde el ARA San Juan a las 07:30 cuyo texto decía:

Ingreso de agua de mar por sistema de ventilación al tanque de baterías N° 3 ocasionó cortocircuito y principio de incendio en el balcón de barra de baterías. Baterías de proa fuera de servicio al momento en inmersión propulsando con circuito dividido. Sin novedades de personal. Mantendré informado.

Un artículo de Noticias Mendoza, ratificado por Clarín unos días después, detalla la sucesión de hechos en las horas inmediatamente anteriores a la desaparición del submarino:
- El día 14 de noviembre cerca de la medianoche (23:42 hs), el ARA San Juan se comunicó con la base informando que tenía un «cortocircuito en la batería 3» de la sala de baterías de proa, debido a que le entraba agua por el snorkel;
- Poco después, en los primeros minutos del miércoles 15 de noviembre (00:30 hs), el submarino volvió a comunicarse para transmitir su localización según GPS;
- Veinte minutos después, a las 00:50, se produjo una nueva comunicación ampliando la información sobre la avería padecida una hora antes: «Confirma avería en proa. Plano snorkel... Circuito dividido».
- A las 6:00 AM el submarino informa que la avería está subsanada, que la tripulación se encuentra «sin novedad» y desde la Base de Mar del Plata se le ordena olvidar su misión original, cambiar de rumbo y volver de inmediato a su puerto de destino;
- Finalmente, a las 07:30 se produjo la última comunicación de la nave, transcripta en el párrafo anterior.[55][34]

### Primeras reacciones
Quienes recibían en tierra los partes enviados por el submarino sobre un principio de incendio no pensaron que su situación fuera grave. Mientras tanto el jefe de la Armada, almirante Marcelo Srur, se encontraba en Montevideo. Pero Srur no contó todo lo que sabía y obvió precisiones respecto a las razones que habrían causado el silencio de radio del ARA San Juan. El almirante omitió reportar que el capitán del submarino, Pedro Fernández, había adelantado una falla en las baterías y por eso regresaba a Mar del Plata antes de tiempo. Cuando ese dato ya estaba circulando entre los familiares de la tripulación, Srur ratificó a Aguad que el submarino tenía problemas técnicos.

### Búsqueda

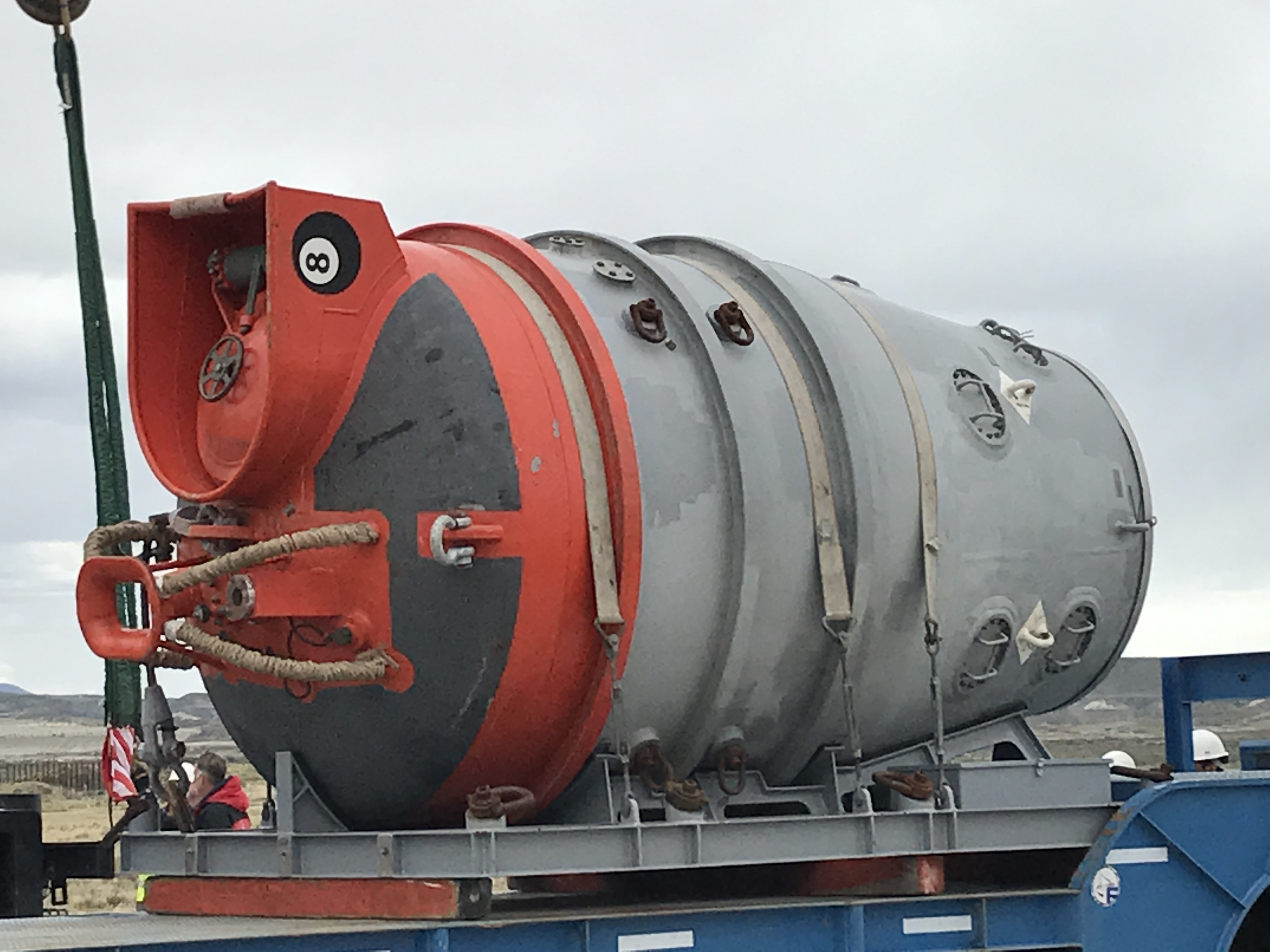
Cámara de rescate submarino aportada por el Comando de Rescate Submarino de los Estados Unidos.

Tres días después de la desaparición, el ministro de Defensa Óscar Aguad realizó por Twitter la primera comunicación del gobierno sobre el incidente, informando que el presidente Macri había ordenado desplegar todas las unidades disponibles y aceptar las ayudas internacionales. Entre el apoyo internacional figuraron el rompehielos británico HMS Protector (que se hallaba realizando tareas en las Islas Malvinas), una aeronave P-8 de la Armada estadounidense, un P-3B Orion de la NASA, la fragata F Rademaker, el barco de socorro submarino NSS Felinto Perry (K-11) y el barco polar NPo Almirante Maximiano de la Armada brasileña, un SC-105 SAR Amazonas y un P-3AM Orion de la Fuerza Aérea Brasileña. En tanto, los familiares de los tripulantes cuestionaron la aplicación del protocolo de búsqueda y aseguraron que se debió haber aceptado antes la ayuda internacional, los parientes evaluaron además que las 48 horas de espera hasta el inicio de la búsqueda y el rastreo por superficie fueron factores que demoraron el hallazgo del sumergible. Además, afirmaron que las operaciones de rastreo comenzaron desde la superficie y no en el fondo del mar.

### Señales satelitales
El mismo día 18 de noviembre, el ministro Aguad envió un nuevo mensaje de Twitter, informando que «Recibimos siete señales de llamadas satelitales que provendrían del submarino San Juan». Dos días después,  la Armada y la empresa Iridium desmintieron la información suministrada por el ministro.

### Ruidos

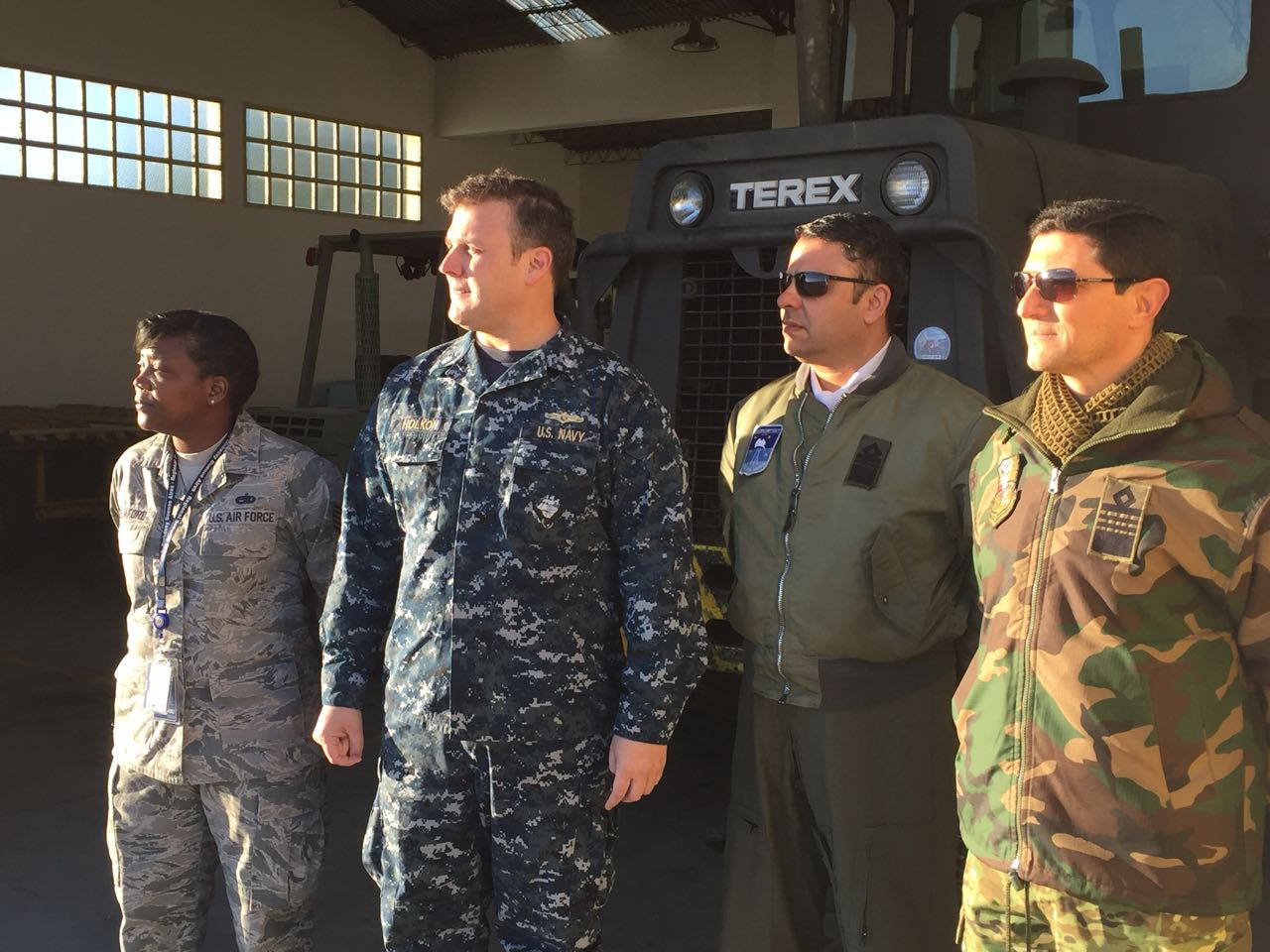
Catorce países colaboraron con Argentina en la búsqueda del submarino extraviado. En la foto, miembros de las fuerzas armadas estadounidense y argentina trabajando juntos.

En la conferencia de prensa diaria, el capitán Balbi confirmó que se escuchó y grabó «un ruido» a través de sonoboyas pasivas en el área de búsqueda del ARA San Juan pidiendo cautela hasta que fuera procesada la información sonora. Horas más tarde, aseguró que el ruido constante registrado horas atrás no provino del submarino ya que no correspondía a un patrón de golpes de casco y que podría ser un ruido biológico. Sin embargo, afirmó que se aprovecharía la navegación de los buques oceanográficos y el buque polar brasileño para descartar definitivamente la hipótesis.
El 21 de noviembre, seis días después de la desaparición, el presidente Mauricio Macri se hizo presente en la Base Naval Mar del Plata, donde el ARA San Juan tiene su apostadero habitual. Allí visitó a los familiares de los tripulantes, en un encuentro que la prensa describió como «tenso», donde el mandatario recibió fuertes reproches. Ese mismo día 21 revelan que desde la noche anterior se detectó una nueva señal y envían aviones y buques para determinar si se trataba del submarino desaparecido. Cerca de la medianoche, una flota encabezada por la corbeta ARA Drummond se dirigió al lugar para verificar si esa señal correspondía al submarino buscado. También fue cuestionada por su falta de conocimientos la secretaria de Servicios Logísticos para la Defensa y Coordinación Militar en Emergencias, Graciela Villata.
Para ese momento 49 buques y aviones pertenecientes a once países (Argentina, Alemania, Brasil, Chile, Colombia, Estados Unidos, Francia, Gran Bretaña, Noruega, Perú y Uruguay) participaban en la búsqueda sobre un área de 482 507 km², una superficie equivalente a todo el territorio de España.
El día 22 de noviembre la Armada informó mediante su vocero oficial que el resultado de la búsqueda del día anterior fue negativo y que se instruyó a los P-3 brasileños hacer vuelos de baja altura para verificar anomalías magnéticas que pudieran corresponder al barco, también sin resultados. El vocero declaró también que, de no haber podido renovar oxígeno desde el momento de la desaparición, el submarino entraba en fase crítica. Por su parte, el presidente Vladímir Putin, puso a disposición un buque oceanográfico para la búsqueda del navío. La cancillería ecuatoriana informó que brindaría apoyo con el envío de un buque y una cámara hiperbárica portátil.
Ese mismo día, la revista Foreign Policy publicó un artículo titulado «Cinco preguntas sobre el submarino argentino perdido» en el que se pregunta en primer lugar qué estaba haciendo el submarino cuando se perdió:

Saber qué estaba haciendo el submarino y dónde estaba cuando perdió contacto es el dato clave desde donde el área de búsqueda se determina, de acuerdo con Richard Bryant, anterior comandante del USS Miami. Ha habido «falta de transparencia» de parte del gobierno de Argentina al describir qué estaba haciendo la nave, dijo (Bryant) a Foreign Policy, aunque enfatizó que él no estaba sugiriendo que «nada malvado» estaba ocurriendo.

### Sonido anormal compatible con una explosión/implosión

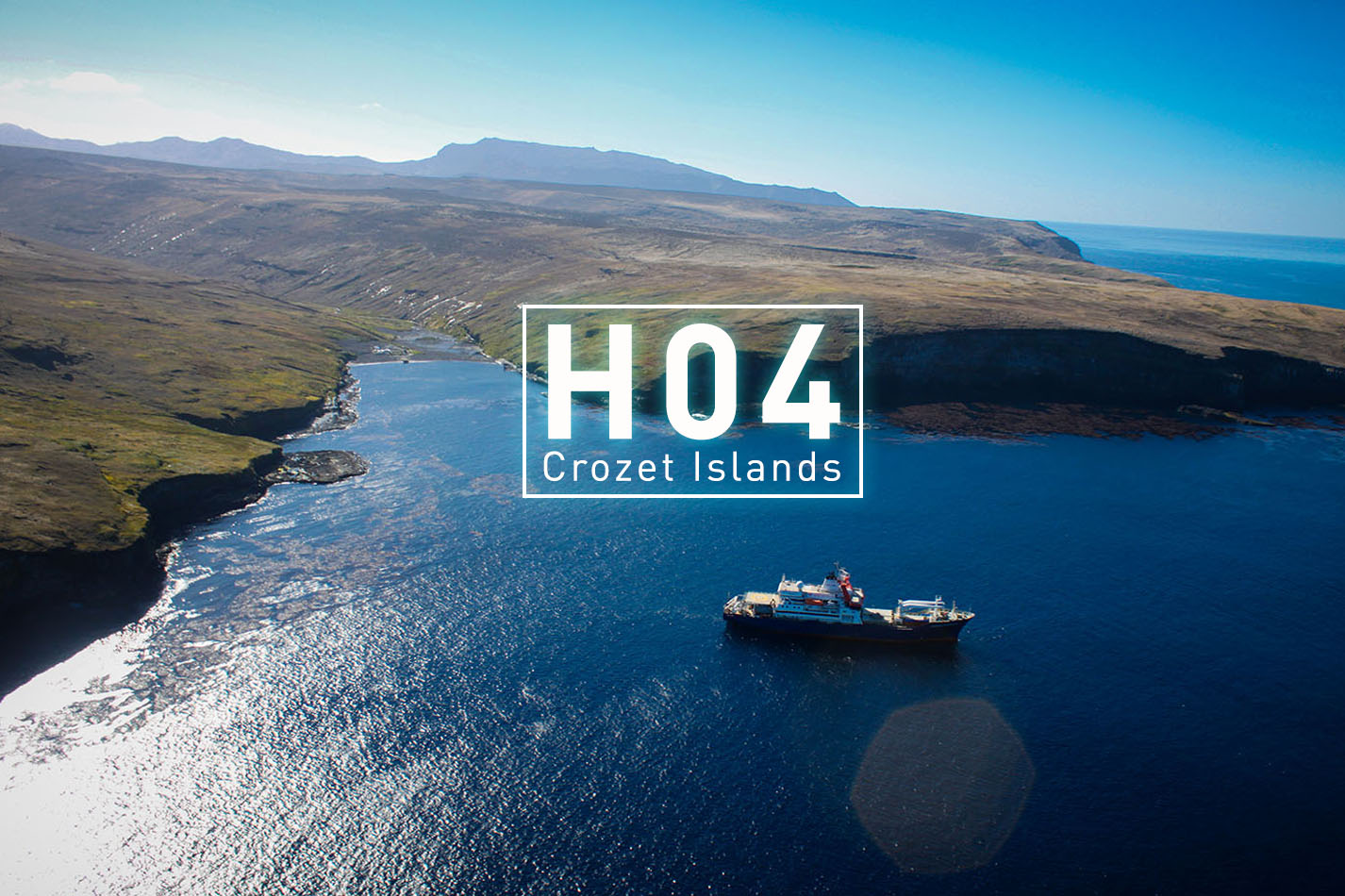
Estación H04 de la Organización del Tratado de Prohibición Completa de los Ensayos Nucleares (CTBTO), de las Islas Crozet en el Océano Índico, una de las dos estaciones que detectaron el 15 de noviembre de 2017 a las 10:31, la anomalía hidroacústica en la zona que desapareció el ARA San Juan.

El 23 de noviembre, el vocero oficial de la Armada Argentina comunicó en primer lugar a los familiares y luego al público en conferencia de prensa, que dos fuentes internacionales oficiales, provenientes de Austria y Estados Unidos, confirmaban un «evento anómalo singular corto, violento y no nuclear consistente con una explosión», detectado en 46°07′S 59°41′O / -46.12, -59.69 por dos fuentes internacionales, la marina de Estados Unidos y la Organización del Tratado de Prohibición Completa de los Ensayos Nucleares (CTBTO), el miércoles 15 de noviembre a las 10:31, en la zona en la que desapareció el ARA San Juan, sugiriendo que el submarino podría haberse hundido como consecuencia de la misma, en una amplia zona sobre el talud continental, en la que la profundidad varía de 200 a 3 000 metros. El vocero militar aclaró que estaba descartado que se tratara de un ataque y que el término técnico correcto era que se había producido una «implosión».
Pocas horas después, la CTBTO dio a conocer una declaración informando que «el 15 de noviembre de 2017 dos estaciones hidroacústicas de la CTBTO detectaron una señal inusual cerca de la última posición conocida del submarino ARA San Juan desaparecido», aclarando que se trató de «un evento implosivo submarino» captado por las estaciones HA10, en la Isla Ascensión, y HA04, en las Islas Crozet, en el océano Índico. El evento fue registrado a las 13:51 GMT (10:51 hora argentina), tres horas después de la última comunicación desde el submarino y fue localizado triangulando ambas señales, a 46,12 S grados de latitud y 59,69 W grados de longitud, es decir medio grado más al este. El ingeniero Mario Zampolli de la CTBTO, interrogado por la prensa sobre la declaración argentina de que se trataba de un evento «consistente con una explosión», aclaró que «el evento podía ser consistente con una explosión pero no hay certeza sobre ello».
En la gestión con la CTBTO colaboró el embajador argentino en Austria, Rafael Grossi, reconocido experto en temas de seguridad, desarme y no proliferación; uno de los hombres que mejor conoce el sistema de organizaciones y tratados que regulan las armas nucleares en el mundo.  Grossi fue quien pensó en los instrumentos de esta organización para dilucidar el caso del ARA San Juan y, personalmente, requirió la ayuda de su director ejecutivo, Lassina Zerbo, a quien el embajador argentino conocía desde años antes.
La fuente estadounidense a la que se refirió el vocero de la Armada fue el SOSUS (Sistema de Vigilancia Sónica).
Estudios realizados por la Armada Argentina pocos días después, no informados oficialmente, confirmaron que la explosión tuvo una potencia superior a 100 kilos de TNT. Algunos medios indicaron que se trató de una fuerza explosiva comparable a la de un torpedo.
Ni el gobierno ni la Armada se refirieron explícitamente a la suerte corrida por el submarino y su tripulación, pero los familiares de los tripulantes manifestaron dolor al salir de la reunión informativa, dando por hecho que sus seres queridos habían muerto y formularon duras críticas contra las autoridades.
El mismo día en que se produjo el anuncio sobre la eventual explosión, el periodista estadounidense Tom Rogan del The Washington Examiner, sostuvo en un artículo titulado «Yo no compro la explicación argentina sobre el submarino», que la versión oficial de una posible explosión en el ARA San Juan es poco consistente. Rogan trae a la mesa el hecho de que el submarino pasó más cerca de las Islas Malvinas de lo que se informó oficialmente y seguramente debió haber sido detectado por los sistemas de defensa británicos. Sostiene además que es poco creíble que la CTBTO y los Estados Unidos hubieran tardado una semana para verificar el registro de la explosión submarina.
Simultáneamente el periódico El Intransigente publicó un artículo titulado «Submarino ARA San Juan: ¿Hacía ejercicios militares con otros países sin autorización del Congreso?», en el que se pregunta por las razones de la presencia del ARA San Juan en esa zona y recuerda que un mes antes se había producido un fuerte choque político en el Congreso nacional, debido a que el gobierno no obtuvo la mayoría necesaria para realizar en octubre un ejercicio naval denominado "Cormorán", con tropas de Estados Unidos, considerado «clave», en la zona en que desapareció el submarino. Por su parte, el dirigente de izquierda Marcelo Ramal publicó un artículo en el que reclama «que se informe pública e integralmente sobre la misión del submarino y sus objetivos, y que se esclarezcan todas las responsabilidades políticas en este grave episodio».
El 25 de noviembre, la agencia oficial Telam informó que tres días antes había solicitado su pase a retiro el jefe de la Base Naval de Mar del Plata, contralmirante Gabriel González, de quien depende el submarino desaparecido. Pocos minutos antes, el vocero de la Armada capitán Enrique Balbi, había declarado en conferencia de prensa que no existían novedades sobre la situación del contralmirante González. El mismo día, la diputada nacional y exponente de la alianza oficialista Cambiemos, afirmó en un programa televisivo: «tengo que decirlo, están muertos». Sus dichos fueron respondidos por el vocero de la Armada, quien sostuvo que no puede descartarse que estén en una situación de supervivencia extrema.
El 11 de diciembre de 2017, la Oficina de Inteligencia Naval de Estados Unidos se refirió nuevamente al análisis del evento hidroacústico del 15 de noviembre señalando que:

«El submarino ARA San Juan sufrió una explosión (léase implosión) equivalente a 5,7 t de TNT a 380 m de profundidad y su duración fue de 40 milisegundos,...[..].. los tripulantes no se dieron cuenta, ni se ahogaron, su muerte fue instantánea»

El mismo comunicado indica que previo a la explosión, el submarino descendió de modo vertical a las profundidades a una velocidad de entre 10 a 13 nudos (18 a 23 km/h).

### Búsqueda posterior al 23 de noviembre
Luego de que se detectara el ruido anormal compatible con una explosión/implosión («anomalía hidroacústica»), la búsqueda se concentró en la zona en que se registró el sonido, casi 60 kilómetros al norte de la última posición conocida del submarino. Sobre el área de búsqueda la información difirió considerablemente según su origen: mientras el Ministerio de Defensa difundió en un folleto que se trataba de un área circular de 125 km de radio, equivalente a una superficie de 49 000 km², la Armada informó mediante su vocero que se trataba de un área de casi 4000 km². Al operativo fueron asignadas 34 unidades (22 navales y 12 aéreas), pertenecientes a ocho países (Argentina, Brasil, Canadá, Chile, Estados Unidos, Noruega, Reino Unido y Rusia). El punto en el que se detectó el ruido anormal se ubica en el lugar donde se inicia el talud continental, y la profundidad del área de búsqueda varía de 200 m a 1500 m.
Lassina Zerbo, el director ejecutivo de la Organización del Tratado de Prohibición Total de Pruebas Nucleares (CTBTO, por sus siglas en inglés), informó el 28 de noviembre un análisis actualizado incluyendo dos estaciones sísmicas (TRQA-Tornquist, Argentina, IRIS/USGS & EFI Mount Kent, al este de las islas Malvinas) Con base en posteriores investigaciones de sensores adicionales, podía reducir el registro de la "señal inusual" ya informada a un área más pequeña, allí se centralizaron los esfuerzos posteriormente.
El 29 de noviembre, en la conferencia de prensa diaria a cargo del vocero de la Armada, se anunció que ya había sido cubierta el 68 % del área de búsqueda. Durante la misma se produjo un momento de tensión cuando el periodista de la cadena NBC de Estados Unidos le preguntó al vocero de la Armada, cuáles eran las razones de la ausencia del «poder político», que consideró «insólita» en un desastre de este tipo:

La otra pregunta es por el tema político. ¿Qué está pasando? He cubierto muchos desastres, en muchos países, y no he visto nunca que el poder político no aparezca. ¿No hay representante del Ministerio de Defensa aquí, con usted, todos los días? Eso es insólito.

El vocero de la Armada decidió no responder debido a que se trataba de una opinión del periodista y explicó que tenía la anuencia del ministro, quien a su vez dependía del Poder Ejecutivo.
En los últimos días de marzo se conoció una serie de documentos secretos que indican que el submarino no recibió en los meses previos el mantenimiento necesario, pese a constar denuncias de la propia tripulación que indicaban los desperfectos. Según el documento secreto, desde el submarino denunciaron el 15 de noviembre un «ingreso de agua de mar por sistema de ventilación al tanque de baterías N° 3 ocasionó cortocircuito y principio de incendio en el balcón de barra de baterías. Baterías de proa fuera de servicio al momento en inmersión propulsando con circuito dividido». Horas más tarde, una comunicación secreta aseguró que el submarino no recibió el mantenimiento por «razones operativas». El mismo día de su desaparición la tripulación detectó el mismo problema que podría haber causado el destino final de la embarcación.

### Cese de la búsqueda de sobrevivientes
El 30 de noviembre, el gobierno argentino consideró que no había posibilidades de encontrar vivos a los tripulantes y ordenó dar por terminada la búsqueda de sobrevivientes, pero sin decretar duelo nacional hasta que se tome una fotografía del submarino hundido.
Para entonces se habían cumplido 15 días de búsqueda, durante las cuales de cubrieron un total de 557 000 millas náuticas cuadradas de exploración visual, y 1 049 479 millas náuticas cuadradas de exploración radar, a cargo de 28 buques (16 de la Armada Argentina), 9 aeronaves (3 de la Armada Argentina) y 4000 personas involucradas en las tareas (3200 de la Armada Argentina), pertenecientes a un total de 18 países de apoyo.
Al respecto, Luis Tagliapietra, familiar de uno de los 44 tripulantes, culpó al presidente Mauricio Macri por el mal manejo de la información respecto de la desaparición del submarino: «Nos ocultaron información y nos estuvieron mintiendo todo el tiempo. Pero yo no responsabilizo a ninguno de los que nos comunicaron esa información, el que tiene la responsabilidad máxima es el presidente Mauricio Macri, como jefe de las Fuerzas Armadas». Respecto del manejo de la información expresó que «uno o dos errores, uno puede llegar a comprenderlos, pero son muchos los errores y nunca hubo un reconocimiento, un pedido de disculpas del ministro (Óscar) Aguad o de los responsables de los informes. Durante 15 días consecutivos, siempre hubo algún error, alguna mentira».

### Duelo nacional no declarado
Luego de que el gobierno argentino decidiera dejar de buscar sobrevivientes, dejó trascender que declararía duelo nacional por tres días, con la bandera a media asta en memoria de los tripulantes y ocupantes del ARA San Juan, algo que los familiares rechazaron. El anuncio sería realizado por el presidente Macri a través de una iniciativa comunicacional novedosa consistente en un video preparado por la directora de Discurso Presidencial Julieta Herrero, con el asesoramiento del filósofo Alejandro Rozitchner. Inicialmente se informó que el duelo y la proyección del video se iniciaría el domingo 3 de diciembre, pero luego el gobierno lo postergó, a la espera de condiciones más adecuadas para decretarlo, establecidas mediante «sintonía fina», de acuerdo a las declaraciones a la prensa de uno de los estrategas comunicacionales del oficialismo. Hasta el 22 de marzo de 2018 no se había declarado el duelo nacional.

### Comisión Bicameral
Por iniciativa de senadores del Frente para la Victoria y con la presencia de otras bancadas, la Cámara de Senadores de la Nación recibió el 20 de diciembre a los familiares de los marinos desaparecidos, con la intención de crear una comisión bicameral para investigar la desaparición del submarino.
El 9 de agosto de 2018 declaró ante la comisión el ingeniero Ariel Garbarz, director del Laboratorio de Seguridad de las Comunicaciones de la Universidad Tecnológica Nacional (UTN), quien explicó a los parlamentarios que según su análisis de los gráficos del sonido registrado por la Comisión Preparatoria de la Organización del Tratado de Prohibición Completa de los Ensayos Nucleares (OTPCE), el evento que afectó al ARA San Juan fue una «explosión externa al casco del submarino» y no una implosión, como se creía hasta el momento, reabriendo la posibilidad de un ataque externo. Garbaz dio a conocer también que nunca fue convocado a prestar testimonio y aportar sus investigaciones, ni por la jueza a cargo de la investigación, ni por el Ministerio de Defensa. Igualmente durante la Comisión Bicameral el Ingeniero Garbaz, al no poder contestar preguntas básicas de método de su triangulación de la supuesta investigación sobre el supuesto ataque  siendo liberado por NILDA GARRE para que no quede en evidencia de que era una operación política para atacar a Aguad y a Macri

### Publicación de Infobae
El 4 de febrero de 2018, el periodista Andrés Klipphan del portal Infobae publicó información que el propio periodista dijo que había sido tomada de documentos oficiales agregados a la causa judicial. Entre los datos publicados se encuentra la copia de la Orden de Operaciones del Comando de Submarinos N.º 04/17 "C" del 24 de octubre de 2017, en siete páginas. De dicha información Klipphan destaca que la orden establecía que el ARA San Juan debía proceder a la «localización, identificación, registro fotográfico/fílmico» de aeronaves militares y buques británicos, especificando puntualmente al HMS Clyde (P257) y dos buques petroleros (Punto 3.4.1.2). La copia de la orden publicada por Infobae también dice textualmente que el submarino debía «obtener el conocimiento preciso de la modalidad de operación de los buques de interés (REEFERs, frigoríficos, petroleros, etc.) que operan por fuera de la milla 200» (Punto 3.4.1.1) y muy cerca del área de seguridad de las Islas Malvinas. La Orden establece también que «las tareas de identificación y obtención de imágenes se ejecutarán solo si son factibles, sin poner en riesgo la Unidad ni vulnerar la discreción y sigilo de la Unidad Submarina» (Punto 2.4). Klipphan señala que esas actividades están prohibidas por los Acuerdos de Madrid, que definieron la rendición argentina en la Guerra de Malvinas.
Ese mismo día el jefe de Gabinete Marcos Peña desmintió la información publicada por Klipphan en Infobae y al día siguiente lo mismo hizo el ministro Oscar Aguad, calificándola de «fantasía».

### Informe del jefe de Gabinete a la Cámara de Diputados
El 14 de marzo de 2018 el jefe de Gabinete Marcos Peña concurrió a la Cámara de Diputados para dar un informe sobre la marcha general del gobierno. Durante la misma Peña fue interrogado sobre la desaparición del ARA San Juan y en su respuesta aportó dos datos que hasta entonces se desconocían o habían sido negados: la observación de naves provenientes de las Islas Malvinas entre los objetivos del submarino desaparecido y el avistaje de un submarino nuclear. El jefe de Gabinete completó su informe acompañando la Orden de Operaciones (OP) COFS N° 04/17 "C" (que Infobae había publicado el mes anterior) detallando la misión completa del ARA San Juan, donde también aparecen tachadas dos coordenadas que correspondían a las Islas Malvinas.
Peña confirmó la información ya conocida y hasta entonces negada por el gobierno y el ministro Aguad que el objetivo primario del ARA San Juan «era la localización, identificación, registro fotográfico/fílmico de buques frigoríficos, logísticos, petroleros, buques de investigación de otras banderas, etc., que se encontraran realizando alijo con un buque pesquero». Pero agregó un dato desconocido, que había sido negado por el ministro de Defensa Óscar Aguad, informando que la misión asignada al ARA San Juan tenía como objetivos secundarios «buques y aeronaves que operan desde las Islas Malvinas. Ello con el propósito de verificar el cumplimento de los convenios suscriptos por ambos países, en cuanto a la obligación de informar los movimientos de unidades en zonas particulares».
El segundo dato aportado por el jefe de Gabinete es que «el comandante del submarino informó en una oportunidad acerca de un posible contacto con submarinos nucleares en el área de patrulla».
Finalmente la prensa advirtió que en la Orden de Operaciones (OP) COFS N° 04/17 "C", que detalla la misión del ARA San Juan, figura un área de patrullaje bajo la denominación en clave de «Alejandra», en el que dos de las coordenadas que establecían el límite oriental de la misma, sobre el paralelo 52°, estaban tachadas (67° 57' W) y corregidas con diez grados de diferencia (57° 57' W). Las coordenadas originales incluían completamente el área de las Islas Malvinas, mientras que las coordenadas corregidas, trazan un rumbo que pasa a muy pocos kilómetros del continente.

### Espionaje a familiares
En abril de 2018, un informe del Laboratorio de Seguridad en las Comunicaciones de la Universidad Tecnológica Nacional (UTN) confirmó el espionaje a familiares. También confirmó que el celular de la mujer de un tripulante del submarino ARA San Juan estaba “intervenido” por una computadora especializada en interceptación de celulares.
El 24 de abril la abogada de los familiares aseguró que aún se aguardan pericias en una docena de aparatos y líneas que han venido sufriendo sospechosas alteraciones en sus configuraciones.

## Tripulación y marinos a bordo
La nave estaba tripulada por 38 personas. 37 hombres y una mujer. A bordo iban también seis buzos tácticos. En total 44 personas.

### Listado de tripulantes y personas transportadas
El gobierno al mando en el momento del accidente no dio a conocer oficialmente los nombres de las personas que integraban la tripulación o estaban siendo transportados en el ARA San Juan. Con el paso de los días la prensa publicó nombres de los posibles marinos que perdieron la vida al implotar, aunque en algunos casos los nombres no coinciden, ni tampoco coinciden sus grados militares. Años más tarde la Armada construyó un sitio web a modo de homenaje en donde figuran breves biografías de los marinos fallecidos, todos ellos fueron póstumamente promocionados en sus rangos.
|                                                  | Rango                | Nombre                           | Edad | Notas |
| ------------------------------------------------ | -------------------- | -------------------------------- | ---- | --- |
| 1                                                | Capitán de fragata   | Pedro Martín Fernández           | 45   | Antes de partir le había dicho a su madre que ese sería su último viaje, al terminar abandonaría la Armada para regresar a su provincia natal.                                                |
| 2                                                | Capitán de corbeta   | Jorge Ignacio Bergallo           | 42   | Su padre Jorge Bergallo fue comandante del mismo ARA San Juan y de la fragata Libertad. |
| 3                                                | Teniente de navío    | Fernando Vicente Villarreal      | cc   | |
| 4                                                | Teniente de navío    | Fernando Ariel Mendoza           | 38   | |
| 5                                                | Teniente de navío    | Diego Manuel Wagner              | 38   | |
| 6                                                | Teniente de navío    | Eliana María Krawczyk            | 35   | Primera oficial submarinista de Argentina y primera submarinista de Sudamérica. Según su familia, pocos días antes de partir les había informado que la nave presentaba problemas.            |
| 7                                                | Teniente de navío    | Víctor Andrés Maroli             | 37   | |
| 8                                                | Teniente de fragata  | Adrián Zunda Meoqui              | cc   | |
| 9                                                | Teniente de fragata  | Renzo David Martín Silva         | 32   | |
| 10                                               | Teniente de corbeta  | Jorge Luis Mealla                | 30   | |
| 11                                               | Teniente de corbeta  | Alejandro Damián Tagliapetra     | 27   | |
| 12                                               | Suboficial principal | Javier Alejandro Gallardo        | 47   | |
| 13                                               | Suboficial primero   | Alberto Cipriano Sánchez         | 46   | |
| 14                                               | Suboficial primero   | Walter Germán Real               | 43   | |
| 15                                               | Suboficial primero   | Hernán Ramón Rodríguez           | 43   | |
| 16                                               | Suboficial primero   | Víctor Hugo Coronel              | 39   | |
| 17                                               | Suboficial segundo   | Cayetano Hipólito Vargas         | 45   | |
| 18                                               | Suboficial segundo   | Roberto Daniel Medina            | 40   | |
| 19                                               | Suboficial segundo   | Celso Oscar Vallejos             | 38   | |
| 20                                               | Suboficial segundo   | Hugo Arnaldo Herrera             | 38   | |
| 21                                               | Suboficial segundo   | Víctor Marcelo Enríquez          | 39   | |
| 22                                               | Suboficial segundo   | Ricardo Gabriel Alfaro Rodríguez | 37   | |
| 23                                               | Suboficial segundo   | Daniel Adrián Fernández          | 40   | |
| 24                                               | Suboficial segundo   | Luis Marcelo Leiva               | 39   | |
| 25                                               | Cabo principal       | Jorge Ariel Monzón               | 37   | |
| 26                                               | Cabo principal       | Jorge Eduardo Valdez             | 33   | |
| 27                                               | Cabo principal       | Cristian David Ibáñez            | 36   | |
| 28                                               | Cabo principal       | Mario Armando Toconas            | 36   | Especialista en armas submarinas. |
| 29                                               | Cabo principal       | Franco Javier Espinoza           | 33   | |
| 30                                               | Cabo principal       | Jorge Isabelino Ortiz            | 32   | |
| 31                                               | Cabo principal       | Hugo Dante César Aramayo         | 33   | |
| 32                                               | Cabo principal       | Luis Esteban García              | 31   | |
| 33                                               | Cabo principal       | Sergio Antonio Cuéllar           | 35   | |
| 34                                               | Cabo principal       | Fernando Gabriel Santilli        | 34   | |
| 35                                               | Cabo principal       | Alberto Ramiro Arjona            | 33   | |
| 36                                               | Cabo principal       | Enrique Damián Castillo          | 35   | Agente de inteligencia naval. No era submarinista. Única persona a bordo capacitada para identificar los pesqueros extranjeros, y buques y aviones ingleses que operaban en la zona Malvinas. |
| 37                                               | Cabo principal       | Fabricio Alejandro Alcaraz Coria | 27   | |
| 38                                               | Cabo primero         | Luis Alberto Niz                 | 27   | Mejor promedio 2016 en el curso de submarinista. |
| 39                                               | Cabo primero         | Luis Carlos Nolasco              | 30   | |
| 40                                               | Cabo primero         | David Adolfo Melián              | 31   | |
| 41                                               | Cabo primero         | Germán Óscar Suárez              | 29   | |
| 42                                               | Cabo primero         | Daniel Alejandro Polo            | 31   | |
| 43                                               | Cabo primero         | Leandro Fabián Cisneros          | 28   | |
| 44                                               | Cabo segundo         | Aníbal Tolaba                    | 25   | |
| Fuente: La Voz; Clarín; Telam; Armada Argentina. |                      |                                  |      | |

## Países participantes de la búsqueda
Catorce países colaboraron con Argentina en la búsqueda del ARA San Juan. En varios casos la colaboración implicó el ingreso de fuerzas militares extranjeras al territorio argentino sin autorización del Congreso, como exige la Constitución, hecho que fue criticado por algunos medios de prensa y organizaciones políticas. Estos países fueron:
- Argentina
- Alemania
- Brasil
- Chile
- Colombia
- España
- Estados Unidos
- Ecuador
- Francia
- Italia
- Noruega
- Perú
- Reino Unido
- Rusia
- Uruguay

### Vehículos utilizados
Datos tomados del folleto informativo publicado por el Ministerio de Defensa.

#### Navales
| País           | Nombre                             | Propietario                  | Tipo                                 |
| -------------- | ---------------------------------- | ---------------------------- | ------------------------------------ |
| Argentina      | ARA Hércules (B-52)                | Armada Argentina             | Transporte rápido                    |
| Argentina      | ARA Espora (P-41)                  | Armada Argentina             | Corbeta multipropósito               |
| Argentina      | ARA Robinson (P-45)                | Armada Argentina             | Corbeta multipropósito               |
| Argentina      | ARA Spiro (P-43)                   | Armada Argentina             | Corbeta multipropósito               |
| Argentina      | ARA Drummond (P-31)                | Armada Argentina             | Corbeta multipropósito               |
| Argentina      | ARA Granville (P-33)               | Armada Argentina             | Corbeta multipropósito               |
| Argentina      | ARA Patagonia (B-1)                | Armada Argentina             | Buque logístico                      |
| Argentina      | ARA Puerto Argentino (A-21)        | Armada Argentina             | Aviso                                |
| Argentina      | ARA Puerto Deseado (Q-20)          | Armada Argentina             | Buque oceanográfico                  |
| Argentina      | ARA Austral (Q-21)                 | Armada Argentina             | Buque de investigación               |
| Argentina      | ARA La Argentina (D-11)            | Armada Argentina             | Destructor multipropósito            |
| Argentina      | ARA Sarandí (D-13)                 | Armada Argentina             | Destructor multipropósito            |
| Argentina      | ARA Almirante Brown (D-10)         | Armada Argentina             | Destructor multipropósito            |
| Argentina      | ARA Bahía San Blas (B-4)           | Armada Argentina             | Carguero                             |
| Argentina      | PNA Tango (SB-15)                  | Prefectura Naval Argentina   | Buque de apoyo al buceo              |
| Argentina      | PNA Víctor Angelescu               | Prefectura Naval Argentina   | Buque de investigación               |
| Argentina      | PNA Prefecto Fique                 | Prefectura Naval Argentina   | Buque de investigación               |
| Argentina      | Sophie Siem                        | ENAP Sipetrol Argentina      | Buque civil                          |
| Brasil         | F Rademaker (F-49)                 | Armada de Brasil             | Fragata Antisubmarina                |
| Brasil         | NSS Felinto Perry (K-11)           | Armada de Brasil             | Buque nodriza de submarinos          |
| Brasil         | NPo Almirante Maximiano (H-41)     | Armada de Brasil             | Rompehielos y buque oceanográfico    |
| Brasil         | Wyatt Candies                      | Petrobras                    | Buque civil                          |
| Brasil         | Kelly Ann Candies                  | Petrobras                    | Buque civil                          |
| Chile          | AGS Cabo de Hornos                 | Armada de Chile              | Buque oceanográfico                  |
| Estados Unidos | Escuadrón de rescate de submarinos | Armada de los Estados Unidos | Minisubmarino                        |
| Francia        | Sistema de rescate submarino       | OTAN                         |                                      |
| Noruega        | Skandi Patagonia                   | Total S.A.                   | Transporte civil                     |
| Reino Unido    | HMS Protector (A173)               | Armada británica             | Rompehielos                          |
| Reino Unido    | HMS Clyde (P257)                   | Armada británica             | Corbeta                              |
| Rusia          | Yantar                             | Armada de Rusia              | Buque oceanográfico                  |
| Rusia          | Pantera Plus                       | Armada de Rusia              | Minisubmarino                        |
| Uruguay        | Didi-K                             | Armada Nacional del Uruguay  | Remolcador                           |
| Uruguay        | ROU Vanguardia                     | Armada Nacional del Uruguay  | Buque de rescate y rescate submarino |

#### Aéreos

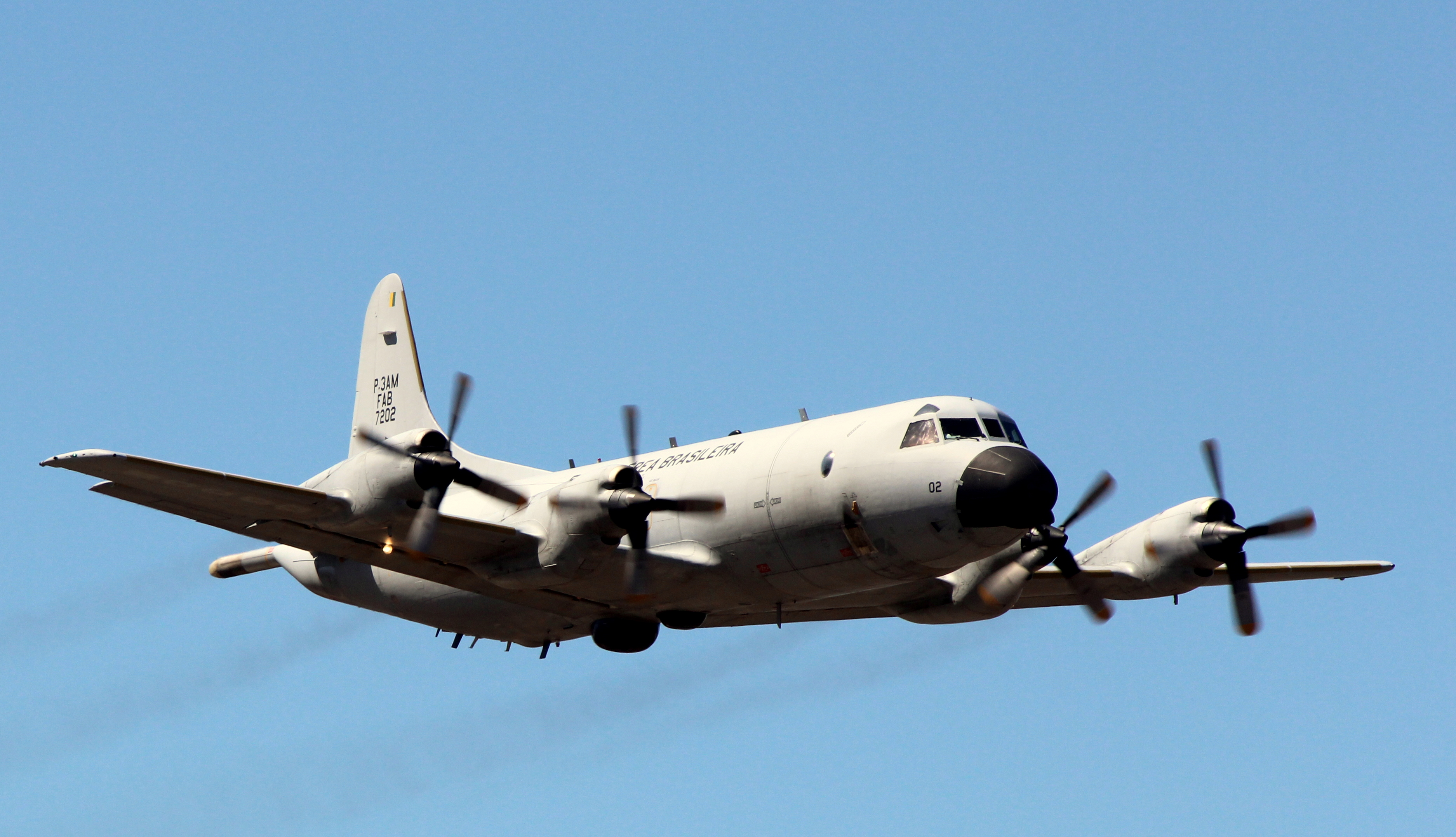
El P-3AM de la Fuerza Aérea Brasileña fue una de las aeronaves utilizadas extensivamente durante la operación de búsqueda.

FAA C-130 Hércules

 ARA S-2T Turbo Tracker (2)

 ARA B-200 Cormorán

 PNA Beechcraft Super King Air

 LUF P3- Orion

 FAB P3- Orion

 FAB CASA C-295

 ARCH CASA C-295 Persuader

 FACH KC-135

 ARC CASA CN-235

 NASA P3- Orion(2)

 USN Boeing P-8 Poseidon(2)

 FAE CASA CN-235

 ADA Falcon 50

 FAP Fokker 60

 RN C-130 Hércules

 RAF Airbus A330 MRTT

 VVS Antonov An-124

 FAU Beechacraft B200

#### Otros medios
- CONAE-INVAP: Satélite radar de apertura lateral y sintética. Imágenes satelitales provistas por distintas agencias espaciales.[132]
- Armada Española: 3 POD (contenedores estancos). Equipamiento especializado en rescate de submarinos.[133]
- Real Fuerza Aérea Canadiense envía 52 cortinas de hidróxido de litio[134]

## Conflicto entre el gobierno y la Armada
Tras cinco días de la desaparición, los principales medios nacionales dieron a conocer la existencia de diferencias entre el gobierno nacional y la Armada argentina en la gestión de la crisis. El ministro de Defensa Aguad, quien se encontraba en Canadá y debió retornar a su país, acusó que se enteró del hecho a través de noticias periodísticas, en lugar de por una comunicación oficial. Adicionalmente, ante el requerimiento de información por parte del ministro, el jefe de la Armada, almirante Marcelo Srur, retuvo información referida a la falla reportada desde el submarino antes de su desaparición. Un nuevo episodio controvertido entre ambas áreas se produjo cuando el Ministerio aseguró que se habían identificado siete llamadas provinientes del submarino, lo que fue desmentido primero por la compañía satelital que administra las comunicaciones en alta mar que negó la existencia de esas conexiones y a continuación Srur desmintió al ministro abandonando la hipótesis de las llamadas.
Si bien desde la Armada, a través de su vocero, intentaron bajar el grado de conflictividad sobre ese hecho, el gobierno ordenó una investigación interna sobre la Armada para determinar las responsabilidades sobre el suceso.

### Crisis en el Ministerio de Defensa y la Armada
Luego del anuncio implícito de que el ARA San Juan podría haberse hundido por "implosión", muriendo toda su tripulación, todos los medios de comunicación dieron a conocer los fuertes enfrentamientos internos que involucraron al ministro de Defensa Oscar Aguad y los mandos superiores de la Armada. Aguad reclamó que los jefes militares no lo mantuvieron informado adecuadamente de los hechos, incluyendo la desaparición misma del submarino, de la que el ministro se enteró por los medios de comunicación. El conflicto llegó a involucrar al presidente Mauricio Macri. El diario La Nación informó que el ministro Aguad abrió decenas de sumarios contra los jefes de la Marina, algo que el ministro desmintió luego. El conocido periodista del diario La Nación, Mariano de Vedia, anunció que el jefe de la Armada, almirante Marcelo Srur, sería relevado. Ello ocurrió en la noche del viernes 15 de diciembre de 2017, cuando el ministro de Defensa Oscar Aguad le solicitó al almirante Marcelo Srur su pase a retiro, justo a un mes de la desaparición del submarino ARA San Juan -hecho del cual quedó señalado como uno de sus principales responsables. El relevo tuvo lugar el lunes 18 de diciembre y en su lugar fue designado el vicealmirante José Luis Villán, quien asumió el cargo de Jefe de Estado Mayor de la Armada de forma interina y ejerciendo en simultáneo como Subjefe del Estado Mayor Conjunto de las Fuerzas Armadas. El nombramiento de Villán como titular de la armada pretendió no sólo restablecer nuevamente la cadena de mandos, sino también evitar un purga masiva de la actual cúpula naval y un quiebre entre ésta y la nueva camada de contralmirantes de 2018. Producto de la crisis, el 28 de diciembre de 2017, también pasó a retiro el subjefe de la Armada, el vicealmirante Miguel Ángel Máscolo, quien veinte días antes había tenido una reunión tensa y con expresiones poco felices para con los familiares de los submarinistas que fueron filtradas a internet en un audio.

### Polémica por el manejo de la información
Una de las últimas comunicaciones de parte del submarino desaparecido ARA San Juan indicó que se había producido un “principio de incendio” en la zona de las baterías, dato que fue informado a las autoridades el mismo día de su desaparición, pero fue ocultado a la opinión pública por la Armada y las autoridades del Ministerio de Defensa, ya que recién se pudo saber de esta comunicación 12 días después, cuando se filtró a la prensa. Los familiares de los tripulantes acusaron a las fuerzas y al Gobierno de saber qué había sucedido con el submarino. El documento lo escribió el comandante de la fuerza de submarinos, capitán de navío Claudio Villamide, y lo recibió el contralmirante Luis Enrique López Mazzeo, comandante de Adiestramiento y Alistamiento de la Armada. Sin embargo, desde que comenzó el proceso de búsqueda jamás se habló de que hubiera existido.

### Campaña de hostigamiento a los familiares
Días después de que los familiares realizaran críticas en los medios, comenzó una campaña de hostigamiento después de las críticas al presidente Mauricio Macri por abandonar la búsqueda de sus seres queridos. Padres, hermanos y hermanas de los tripulantes sufrieron todo tipo de insultos y acusaciones en la red social Twitter. Según diferentes medios los ataques fueron realizados por un grupo de «troles» que tiene el gobierno macrista en las redes sociales y que cuenta con un presupuesto de 160 millones de pesos. Diferentes fuerzas políticas, organizaciones sociales, periodistas y famosos denunciaron que detrás de los ataques que sufren diariamente en las redes está el Gobierno, y acusaron a Marcos Peña de haber construido un call center en Casa Rosada para llevar a cabo estas amenazas a opositores y críticos. Según declaró uno de los arrepentidos quienes estarían detrás de las operaciones de los «troles» fueron Lucho Bugallo, un delfín de Elisa Carrió, y Mariana Laura Torres, una militante del partido de Patricia Bullrich «Unión por la Libertad» quien es consejera escolar por Cambiemos. Al respecto, la vicepresidenta Gabriela Michetti y el asesor Jaime Durán Barba, entre otros funcionarios, habían sido denunciados penalmente en la Justicia federal meses antes por el supuesto montaje de una red de «troles» oficialistas presuntamente financiada con fondos públicos del Senado.

## Investigación judicial
El 19 de noviembre se inició una causa judicial por "averiguación de ilícito", una denominación genérica sobre un caso en el que no se tienen mayores datos. Según la primera jueza que atendió la causa, Eva Parcio de Seleme, quien tiene competencia federal, la carátula responde a que «Así ocurre cuando no se tienen noticias de una persona. Acá hay 44 personas que no se sabe donde están, con la característica especial que se trasladan en una nave de guerra». La jurisdicción corresponde por subrogación, dado que la Armada informó que la última comunicación se dio en línea horizontal con Caleta Olivia, la jueza encargada de ese distrito, Marta Yáñez, se hizo cargo de la causa.
En sus primeras declaraciones, la jueza comentó que la misión que tenía encomendada la nave era un secreto de Estado, lo que generó suspicacias entre el periodismo y la sociedad acerca de la motivación en la movilización del submarino. En una segunda entrevista, conferida al programa del periodista Jonatan Viale en radio La Red, precisó que sus dichos se refirieron al carácter de la nave siniestrada y no a una información particular que obrara en la causa, sin embargo ratificó que puede tratarse de carácter confidencial. Asimismo, con la investigación en etapa preliminar, no descarta ninguna hipótesis, incluyendo la de un ataque; algo contrario a lo afirmado por las autoridades de la Armada.
El 30 de noviembre un grupo de familiares de los marinos desaparecidos, encabezados por el abogado Luis Tagliapietra, se constituyeron como querellantes contra la Armada en la causa. A su vez, Yáñez insistió con el pedido al ministro Aguad a que levante el secreto que pesa sobre la misión del submarino a fin de que se desclasifique esa información y poder incorporarla a la causa. El 4 de febrero de 2018, el diario Infobae publicó dos documentos supuestamente filtrados de la causa abierta, que dan a conocer que el submarino ARA San Juan tenía la orden de espiar a barcos y aviones británicos.
Durante las jornadas del juicio que se lleva a cabo en Caleta Olivia para determinar qué ocurrió, se conocieron sugestivos relevos de cargos de submarinistas ligados a la investigación y surgieron elementos que contradicen los dichos del ministro de Defensa, Oscar Aguad, ante la Comisión Bicameral del Congreso.

### Investigación por supuestas irregularidades en la reparación
Paralelamente, la diputada oficialista nacional Elisa Carrió, denunció a los ministros de defensa del gobierno de Cristina Kirchner: Agustín Rossi, Nilda Garré y Arturo Puricelli y también a las autoridades de los astilleros encargados de las reparaciones y de la propia Armada.
Esta causa quedó en manos del juez federal Sergio Torres, quien ordenó el allanamiento de las sedes de la Armada y de la empresa encargada de la reparación de las baterías. principales responsables. En el momento en que concluyó la reparación del ARA San Juan, a mediados de 2014, estaba a cargo del almirante Marcelo Eduardo Hipólito Srur nombrado jefe de la Armada por Mauricio Macri al asumir.
Meses después una comisión investigadora descartó que las causas del hundimiento fueran fallas de mantenimiento o en la reparación de media vida. Según los expertos no presentó ninguna falla ni en la navegación de julio ni en los 20 días de iniciada la misión hasta el 15 de noviembre.

### Denuncia contra la Armada
El 30 de noviembre un grupo de familiares de los marinos desaparecidos, encabezados por el Dr Luis Tagliapietra, se constituyeron como querellantes contra la Armada en la causa. A su vez Yáñez insistió con el pedido al ministro Aguad a que levante el secreto que pesa sobre la misión del submarino a fin de que se desclasifique esa información y poder incorporarla a la causa. En febrero de 2020, Yáñez procesó a 6 marinos por incumplimiento de los deberes de funcionario público y omisión de deberes del oficio.

### Denuncia contra Marcelo Srur
El jefe de la Armada, Marcelo Srur, fue denunciado penalmente por un abogado por “la muerte” de los 44 tripulantes del submarino ARA San Juan, bajo expediente 18.687/17, la causa quedó radicada ante el juez federal Ariel Lijo, tras el sorteo de rigor realizado por la Cámara Federal porteña.

### Denuncia por supuesto encubrimiento y estrago culposo
El primero de diciembre, Fernando Miguez, titular de la Fundación por la Paz y el Cambio Climático realizó una denuncia penal contra el presidente Mauricio Macri, su ministro de Defensa Oscar Aguad y el entonces jefe de la Armada Marcelo Srur por los supuestos delitos de encubrimiento y estrago culposo a raíz de la presunta muerte de los 44 marinos; causa que fue sorteada y le tocó al juez Claudio Bonadio, con la intervención del fiscal Jorge Di Lello. Allí se pide investigar a Macri, Aguad y Srur y al conjunto empresario relacionado con buques pesqueros ilegales que se habrían encontrado entre los días 9 y 20 de noviembre de 2017 en el sector donde desapareció el submarino.

### Auditoría interna
En mayo de 2018 se dio a conocer el informe de una auditoría de la Armada que reveló serias deficiencias en las provisiones de alimentos de emergencia, filtros de aire y dispositivos de oxígeno de emergencia. Días antes del hundimiento la auditoría advirtió que el San Juan tampoco estaba en condiciones de hacer frente a una emergencia mayor. De acuerdo con la auditoría "el 95% de los filtros de aire, los llamados canisters, que evitan la contaminación por hidróxido de carbono, estaban fuera de la fecha de vencimiento. Además de llevar casi 600 menos de los previstos por el fabricante alemán".
Asimismo el submarino  llevaba 24 dispositivos de oxígeno OR 3000 de emergencia, cuando el fabricante del submarino estipula 100 dispositivos.
Además de las deficiencias en las reservas de oxígeno las raciones de alimentos de emergencia alcanzaban sólo para 34 tripulantes.
El informe de la Armada advertía además que "el 60% de los víveres para emergencia indicado en el acta estaban vencidos desde agosto del año 2016 y el 40% restante vencerían en abril de 2017.

### Declaración de Enrique López Mazzeo
En 2020, el excomandante de Adiestramiento y Alistamiento de la Armada, contraalmirante Enrique López Mazzeo, declaró que el buque chileno Cabo de Hornos encontró el submarino el 5 de diciembre de 2017. A raíz de esto, un grupo de familiares de los submarinistas denunció formalmente a Macri y Aguad por presunto encubrimiento del naufragio. El 25 de noviembre de 2020, se creará un consejo de guerra encargado de juzgar el desempeño de los siete oficiales navales ya procesados por la justicia civil.

## Causa por corrupción en la búsqueda
El 29 de noviembre de 2018 cuatro funcionarios del gobierno fueron procesados (semiplena prueba de culpabilidad) por presuntos delitos de corrupción en el proceso de contratación de la empresa que tendría a cargo la búsqueda del submarino. Los funcionarios procesados fueron Héctor Horisberger, Marcelo Gustavo Dip, Rogelio Alfredo García Bastitta, y Pablo Longhi, todos ellos miembros de la Comisión Evaluadora del Ministerio de Defensa que actuó en la licitación internacional para contratar a la empresa que se encargaría de la búsqueda. A criterio del juez, los funcionarios "omitieron aplicar la ley" al preadjudicar la búsqueda del ARA San Juan a la firma española Igeotest Geociencias y Exploraciones SL, propiedad del argentino Marcelo Devicenzi.
El delito podría haberse cometido para favorecer a la empresa española Igeotest Geociencias y Exploraciones SL, propiedad del empresario argentino Marcelo Devicenzi. Los imputados  fueron embargados por un millón de pesos. Según la resolución “Tuvieron pleno conocimiento de las reglamentaciones vigentes para la contratación y pese a todas las evidentes inconsistencias que presentó la oferente recomendada, continuaron con el proceso y no desestimaron la oferta”. Entre las irregularidades que aparecen en el expediente figura que “el número societario de la empresa española Igeotest Geociencias SL pre adjudicada, no coincidía con el número de registro” y que «la denunciante constató que el número societario de la empresa estaba relacionado con la compañía española Control y Prospeciones SL, la cual se encontraría concursada desde el año 2017”. También serían denunciados por adulteración de instrumento público, falsedad ideológica e incumplimiento de deberes de funcionario público, con fraude en perjuicio de la administración pública». El diario Perfil por su parte recolecto pruebas de que personal del ministerio de Defensa alteró datos de la empresa preadjudicada de ese entonces, Igeotest.
Según el juez, los funcionarios «omitieron aplicar la ley» al preadjudicar a la firma española del empresario argentino Marcelo Devicenzi ya que no cumplía con los requisitos establecidos en el pliego. Debido a los delitos cometidos la licitación fue anulada y se realizó otra licitación en la que resultó elegida la empresa Ocean Infinity, que a hallaría finalmente al submarino.

## Segunda búsqueda y hallazgo

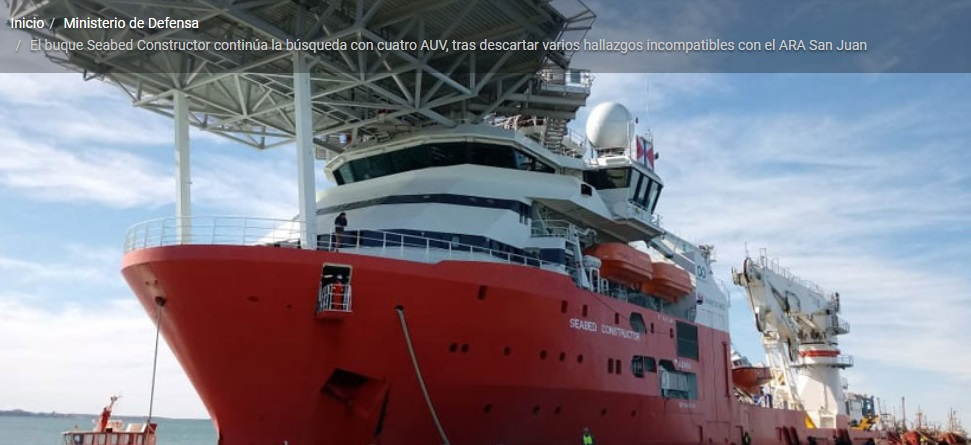
Buque noruego Seabed Constructor, operado por la empresa Ocean Infinity, que halló el 17 de noviembre de 2018, el ARA San Juan hundido sobre el talud continental a 907 metros de profundidad.

Luego de que el gobierno argentino cancelara la búsqueda, los familiares de la tripulación exigieron que se realizara una nueva búsqueda hasta que el submarino fuera hallado, como parte del reclamo de "búsqueda, verdad y justicia". Las demoras e indefiniciones del gobierno fueron objeto de severas críticas por parte de los familiares. El ministro de Defensa Oscar Aguad abrió una licitación para seleccionar la empresa que realizaría la búsqueda, pero debido a una serie de irregularidades fue declarada nula. Los familiares lograron entonces que fuera la Armada la que se hiciera cargo de organizar la licitación, con participación de los familiares en la elaboración del pliego, que garantizara su presencia física a bordo y un control independiente. Nuevas demoras del gobierno llevaron a los familiares a iniciar a fines de junio de 2018 un "acampe" en la Plaza de Mayo, frente a la Casa de Gobierno, exigiendo que se acelere el proceso de elección de la empresa.
Luego de más de 50 días de acampe y protestas, finalmente el gobierno anunció la contratación por un plazo mínimo de dos meses y máximo de cuatro meses, de la empresa Ocean Infinity, de probable propiedad británica, con base en Houston, Estados Unidos, operadora de la nave noruega Seabed Constructor (Seabed quiere decir "fondo oceánico"), botada en 2013 y equipada con cinco vehículos submarinos autónomos (AUV) y tecnología de última generación. El contrato estableció que en caso de ser hallado el submarino, la empresa cobraría 7,5 millones de dólares. El Seabed Constuctor había sido expulsado el año anterior de Islandia, sospechado de simular la búsqueda de un tesoro, con el fin de realizar investigaciones marítimas ilegales para una empresa británica.
El 10 de septiembre el Seabed Constructor inició la segunda búsqueda. La empresa Ocean Infinity incurrió en una serie de irregularidades que generaron dudas y quejas entre los familiares y militares argentinos a bordo, debido a la falta de acceso a las salas donde se recibían la imágenes y las operaciones en áreas de baja probabilidad, postergando la búsqueda en las zonas recomendadas por las Fuerzas Armadas argentinas y los gobiernos de Estados Unidos y el Reino Unido. El periodista Daniel Santoro afirmó que la empresa Ocean Infinity podría estar recogiendo información estratégica del lecho marino argentino, para ser utilizada en una licitación internacional lanzada por Argentina, para la búsqueda de petróleo y gas en el mar argentino, en la que hay 20 empresas multinacionales interesadas.
El 26 de octubre, a 45 días de iniciadas las operaciones, la empresa anunció sorpresivamente que consideraba inútil continuar la búsqueda y que suspendería las operaciones hasta febrero, con el fin de analizar la información recogida. El anuncio generó indignación entre los familiares que denunciaron a la empresa de no tener interés en encontrar el submarino y haber venido "a investigar otra cosa, nuestro suelo y nada más". La presión pública obligó a la empresa a reconsiderar su decisión y reiniciar la búsqueda durante quince días adicionales, para cumplir el plazo mínimo de 60 días establecido en el contrato.
El 17 de noviembre de 2018 el Seabed Constructor encontró al ARA San Juan a 907 metros de profundidad en el punto de interés N° 24 (45°56′59″S 59°46′22″O / -45.94972, -59.77278), muy cerca del llamado “punto dato Cabo de Hornos 1”, entregado un año antes por el Buque Oceanográfico "Cabo de Hornos" de la Armada de Chile, considerado como el lugar más probable desde el momento de la desaparición y a 20 km al NNO de la anomalía sísmica previamente informada por la CTBTO. La Armada Argentina confirmó el hallazgo el 17 de noviembre de 2018, a través de su cuenta de Twitter, tras una observación realizada con un ROV por la empresa estadounidense Ocean Infinity. El sitio está ubicado a unos 500 kilómetros de la costa, a la altura de Comodoro Rivadavia, en el talud continental.

## Reacciones

### Reacciones internas
- El presidente de la República Mauricio Macri, como comandante en jefe de las Fuerzas Armadas, manifestó y se comprometió a utilizar todos los recursos que fueran necesarios para hallar al submarino lo antes posible.[191]
- Varios familiares de los tripulantes cuestionaron al gobierno por el estado en que se encontraba el submarino y la lentitud para iniciar la búsqueda y aceptar la ayuda internacional.[69][70][71]
- La organización Madres de Plaza de Mayo Línea Fundadora emitió un comunicado en solidaridad con las familias de los submarinistas poco después de que la Armada diera a conocer la noticia de la implosión. En el comunicado afirmaron: «Ante las noticias de público conocimiento, nos solidarizamos con el tremendo dolor de los Familiares del submarino ARA San Juan. Como Madres conocemos el desgarro de la espera y la incertidumbre que no tiene fin».[192]

### Reacciones internacionales
- Santa Sede: El papa Francisco manifestó en una carta su oración y cercanía con familiares y autoridades militares y civiles tripulantes del submarino.[193]
- Islas Malvinas: El gobierno británico de las Islas Malvinas emitió un comunicado en el que «expresa sus sinceras esperanzas de que el submarino sea encontrado pronto».[194]
- Brasil: El presidente de Brasil, Michel Temer, envió un mensaje informando que Brasil está preocupado por la situación y que está a plena condiciones de cooperar en la búsqueda y rescate de la tripulación del submarino perdido.[195]
- Estados Unidos: El presidente de Estados Unidos, Donald Trump, envió un mensaje de apoyo a los tripulantes y todo el pueblo argentino «Que Dios esté con los tripulantes y todo el pueblo argentino», escribió el presidente estadounidense a través de su cuenta de Twitter.[196] Tras el hallazgo, el mandamás estadounidense volvió a manifestarse vía Twitter dedicándole un mensaje a los familiares de los tripulantes del ARA San Juan, «Espero que el descubrimiento y la eventual recuperación del submarino argentino San Juan traiga un necesario cierre para las maravillosas familias de esos valientes marineros desaparecidos».[197]
- Rusia: El presidente de Rusia, Vladímir Putin, tuvo una conversación telefónica con el presidente argentino donde ofreció su ayuda con la búsqueda y brindó su apoyo.[196]

## Galería

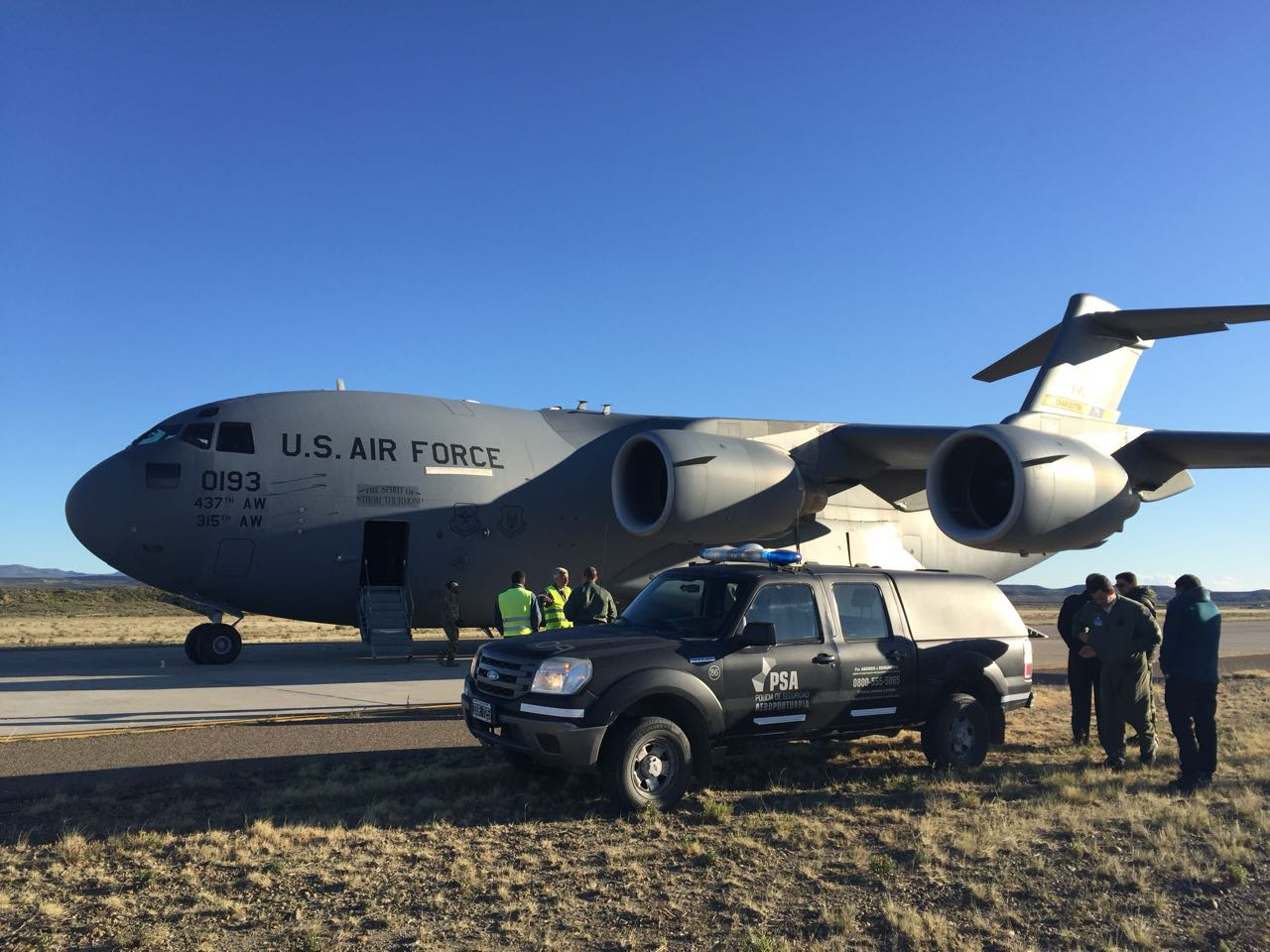
Un C-17 en Comodoro Rivadavia.
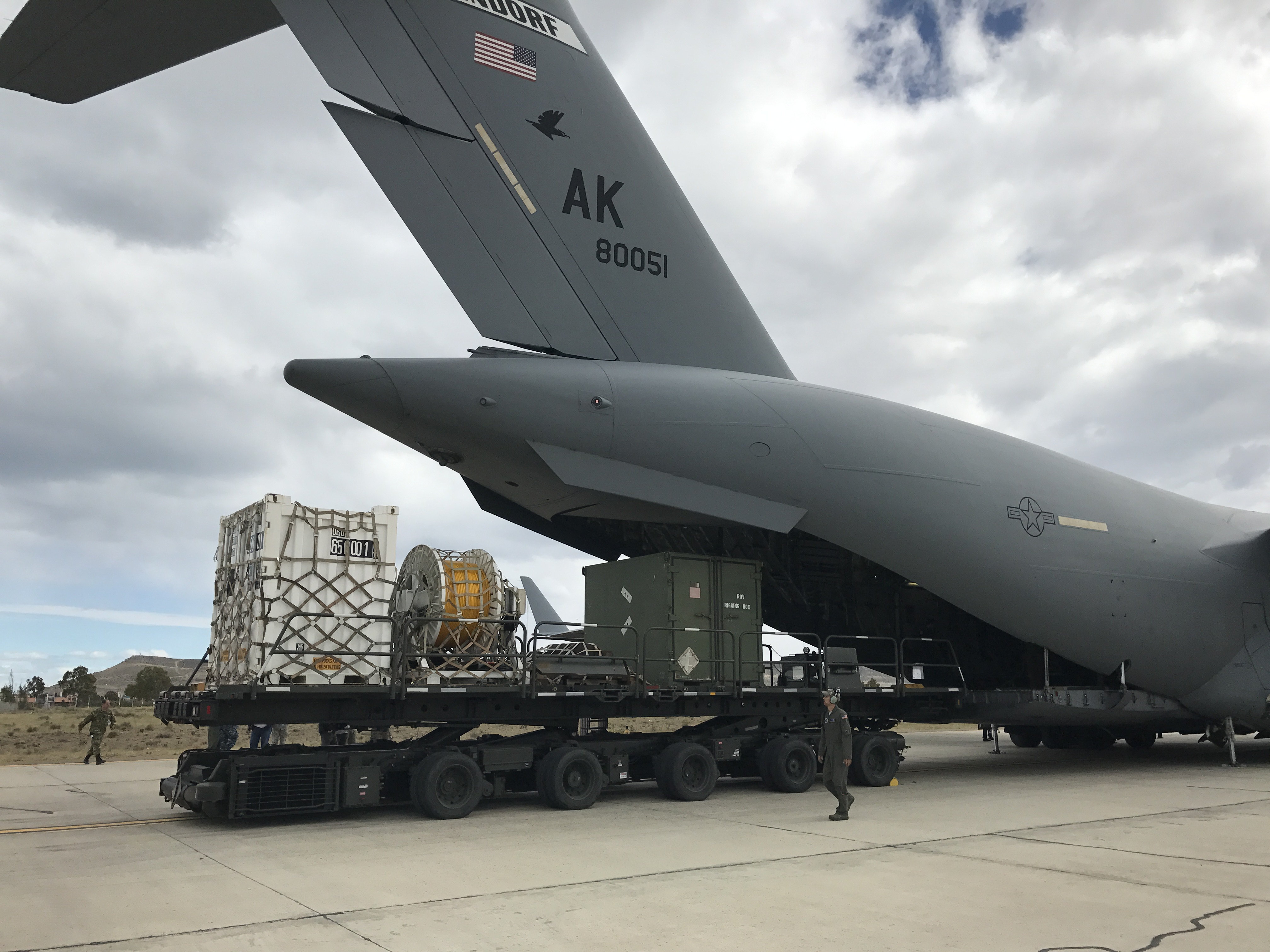
Un C-17 descarga suministros en Comodoro Rivadavia.
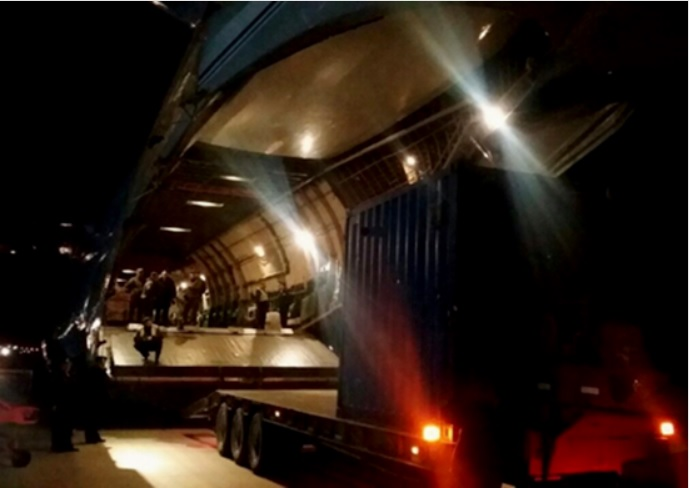
An-124 de las Fuerzas Armadas Rusas descargando suministros en Comodoro Rivadavia.
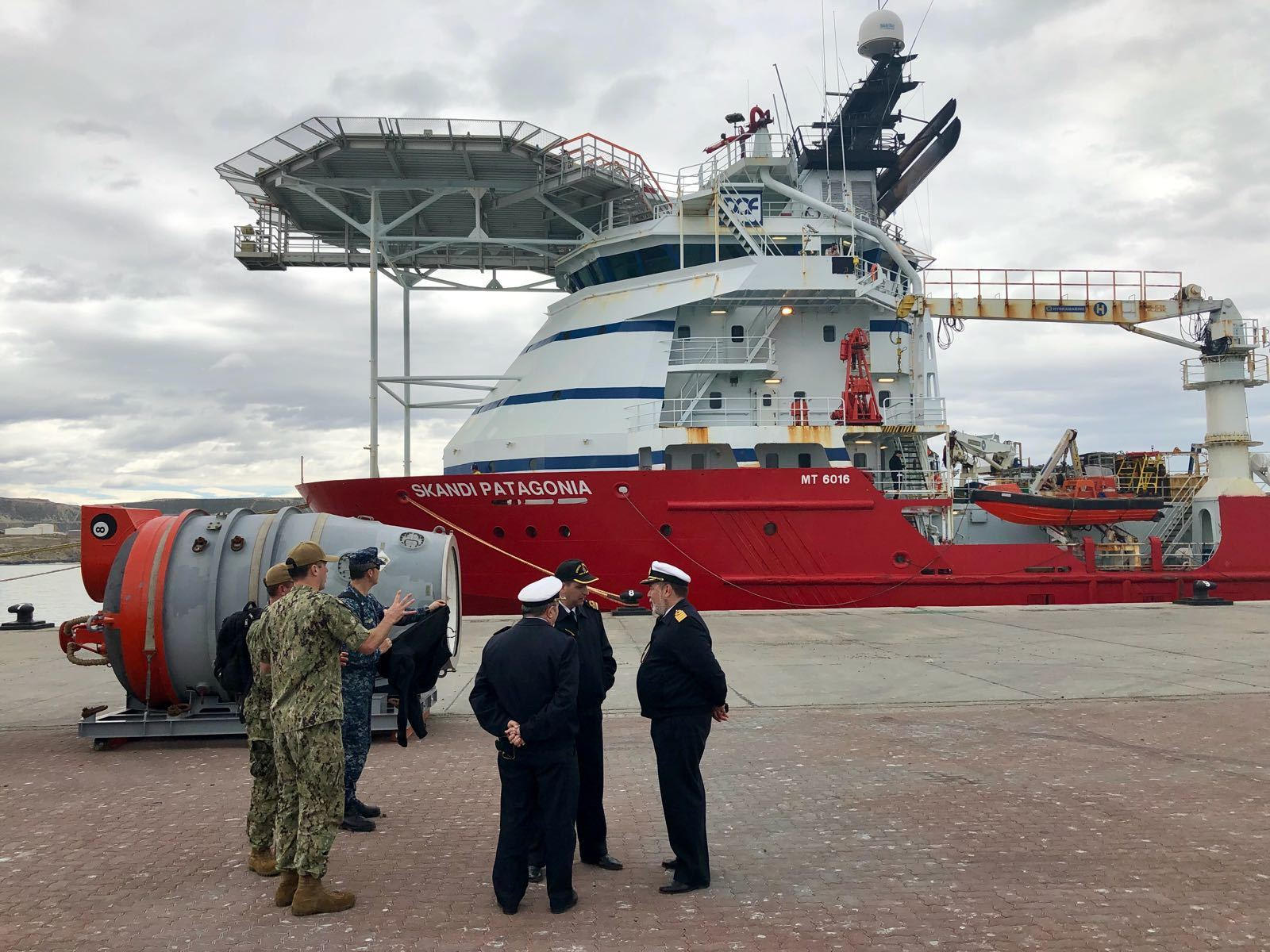
Fuerzas estadounidenses y argentinas frente al barco de rescate Skandi Patagonia.
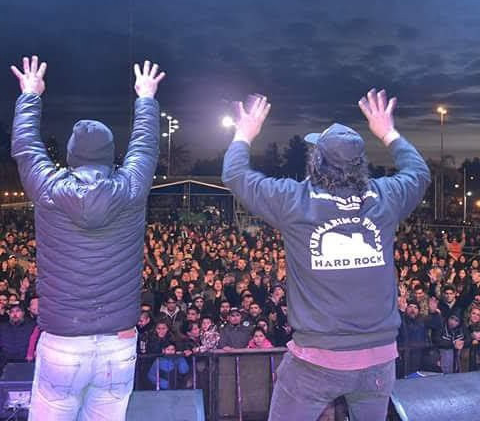
Segundo encuentro de música y arte para los 44 Héroes del Submarino San Juan

## En la cultura popular
- La miniserie ARA San Juan: El submarino que desapareció de Netflix de 2024.